# 山手線
山手線（やまのてせん）は、東日本旅客鉄道（JR東日本）が運営する鉄道路線（幹線）である。
「山手線」には、次の4つの意味合いがある。
1. 正式路線名（線路名称）としての「山手線」：東京都港区の品川駅を起点に、渋谷駅、新宿駅、池袋駅を経由して北区の田端駅を結ぶ全長20.6 kmの鉄道路線の名称[1][2]。東海道本線の支線。国鉄分割民営化時運輸省（現・国土交通省）に提出された事業基本計画および国土交通省監修の『鉄道要覧』に記載された山手線の区間でもある[1][新聞 1]。駒込駅 - 田端駅間の一部区間を除き、ほぼ全線複々線であるが、このうちの埼京線電車、相鉄線直通列車、湘南新宿ライン列車や特急列車、貨物列車の走る線路を通称「山手貨物線」と呼ぶ[3]。このほか、代々木駅 - 新宿駅間において、中央線（快速）、中央・総武線（各駅停車）が別線で乗り入れている。
2. 運転系統としての「山手線」：上記 1. に東海道本線の一部および東北本線の一部区間を合わせて東京都区部内で環状運転を行う近距離電車の運転系統。実際にはこの系統のみが使用する専用の線路があり、それが「山手線」と呼ばれる[4]。この運転系統に対して駅ナンバリングが設定されており、使われる路線記号はJY。
3. マルスのシステム上の経路表示における「山手線」：上記1.から、代々木駅 - 新宿駅間を除外し、田端駅 - 日暮里駅間を含む（代々木駅 - 新宿駅間は「中央東線」と表示される）。
4. 運賃計算上の「東京山手線内」：東京駅からの営業キロ程が100 km超200 km以内の範囲に所在する駅に発着する乗車券（または1 km超200 km以内の範囲に所在する駅に発着する一部の特別企画乗車券）に表示されることがある運賃計算上の名称。上記2.の区間に加え、環状線内側にある中央本線神田駅 - 代々木駅間および総武本線秋葉原駅 - 御茶ノ水駅間を含む。また、この区間内相互の近距離運賃は区間外よりも低額に設定されている[5]。

以降、特記のない場合は、2. の「運転系統としての『山手線』」を指すものとする。

## 概要
山手線は、日本の首都である東京の都心部で環状運転を行い、多くの駅において、都心から各方面へと伸びるJR東日本（在来線・新幹線）や私鉄各社の放射路線および都心部を走る地下鉄各線に接続している。上野駅・東京駅・品川駅・渋谷駅・新宿駅・池袋駅など世界トップクラスの利用者数を持つターミナル駅を多数抱え、東京における最重要の公共交通機関として機能している。またその路線の性格から、東京のみならず全国的に高い知名度を誇る。1周の長さは34.5 km、1周の所要時間は内回り、外回りとも標準で59分、朝ラッシュ時は61分、夕方ラッシュ時は60 - 61分（いずれも大崎駅での停車時間を除く）である。ラインカラーは1963年登場の103系電車の車体の色に使用されたウグイス色   （■、国鉄黄緑6号）であり、以降登場したステンレス車両の帯の色や旅客案内（路線図・サインシステムなど）にも使用されている。
山手線は、日本の文明開化期に私鉄の日本鉄道によって、関東地方内陸部の各地（埼玉県、群馬県、栃木県）、さらに東北地方および北陸地方方面と当時国内有数の貿易港であった横浜港との間の鉄道貨物輸送が計画され、これに基づき、赤羽駅から分岐し官設鉄道の品川駅までを結ぶ支線を建設し、1885年（明治18年）に品川線として開業した。当時の東京の人口密集地域であった下町を避け、街外れだった山手に建設された。当時すでに1872年（明治5年）に官設鉄道として新橋駅 - 品川駅 - 横浜駅間、1883年（明治16年）に日本鉄道によって上野駅 - 赤羽駅 - 熊谷駅間、1884年（明治17年）には高崎駅を経て前橋駅までが開通していた。
その後、同じく日本鉄道が現在の常磐線方面と横浜港方面間の接続を目的として建設した池袋駅 - 田端駅間（当初は豊島線と呼称）を加え現在の山手線の線路の原型が完成、国有化ののち、太平洋戦争後の高度経済成長期に池袋駅 - 赤羽駅間を現行の赤羽線として分離した。開業以来、武蔵野線が開通するまでは、関東北部および東北方面から横浜港方面に向けの輸出品輸送、逆方向の輸入品輸送の大動脈であった。現在も少数であるが東北本線方面と東海道本線方面を結ぶ貨物列車が毎日運行されている。
開業当初の旅客輸送は、新橋駅 - 品川駅 - 渋谷駅 - 新宿駅 - 板橋駅 - 赤羽駅間を往復する列車が1日数往復のみ運行された。その後、東京山手の人口増に伴い上野駅を起点として池袋駅、新宿駅、渋谷駅、品川駅、新橋駅を経て東京駅方面に至る環状運転が開始され、その後、上野駅 - 東京駅間の開通により京浜線と東北本線電車線の相互直通運転が開始された時期と同じくして現在の運行形態へと移行、定着した。
明治後期から昭和期にかけての私鉄各社は、地下鉄道であれば東京地下鉄道や東京高速鉄道のように東京15区内に路線を敷設できたが、地上線となると東京15区内が東京市電の路線網内だったこともあり敷設が難しく、山手線の各駅に隣接して都心側のターミナル駅を設置することとなった。戦後も引き続き山手線内に新設する路線はすべて地下鉄道であることが条件となったため、私鉄の資本力では山手線内に直通することは実現不可能となった。山手線の各駅は都内交通への乗り継ぎ・中継地となり、やがて各私鉄が自力で都心延伸するよりもターミナルに自社の商業施設を集中した方が利益になると判断し始めて、西武百貨店や東急百貨店などの電鉄系百貨店を開業させた。大手私鉄のターミナル駅周辺にある渋谷、新宿、池袋などの副都心は発展を遂げていき、旧東京市の中心市街地を凌ぐ繁華街にまで成長した。
こうした新都心を相互に連結する山手線は、東京の交通網の基本路線として機能しており、太平洋戦争後、私鉄が営団地下鉄（現在の東京地下鉄〈東京メトロ〉）や都営地下鉄と相互直通運転を開始し、郊外から電車が直接都心に乗り入れるようになっても、依然として東京山手の副都心間を結ぶ路線等として機能している。朝ラッシュ時の混雑率が250%を越えていた時期もあったが、地下鉄網の発達や並行する山手貨物線の旅客化（埼京線・湘南新宿ラインの開業）、山手線自身の6扉車導入による11両化、上野東京ラインの開業など、新線開業が相次いだことにより混雑は大幅に緩和された。2015年度以降の朝ラッシュ時混雑率は外回り、内回りとも170%を下回っている（利用状況の節も参照）。
なお、上野駅 - 東京駅間は、東北本線の列車線が敷設され、1973年3月末まで一部の中長距離列車が東海道本線と直通運転されていたが、東北新幹線・上越新幹線の将来的な東京・上野方面への乗り入れのための用地確保に伴い直通運転が一度中止され、1983年に列車線の線路が分断された後、上野東京ラインによる再接続までの約43年間は、並走する京浜東北線と山手線が同区間の接続を担っていた。
通勤などビジネスや通学、買い物といった日常生活のほかに、訪日外国人を含めた観光目的での利用も多い。JR東日本も観光での利用者開拓に力を入れており、2017年に山手線プロジェクトチームを設置。山手線を「東京感動線」と称して、2018年から沿線の文化や店舗を紹介するフリーマガジン『TOKYO MOVING ROUND』を配布するなどしている。
なお、環状運転系統としての平均駅間距離は1.15 kmである。

## 路線名の読み方
山手線の読み方は、対義語である山の手と下町からの「やまのてせん」である。開業に係る申請書には表記を「山ノ手線」とする旨が書かれており、開業時表記は「山手線」となったが、読みは「やまのてせん」であった。しかし山手は「やまて」と読むこともでき、1927年（昭和2年）に発行された『最新調査大東京市郊外地図』のように、山手線を「やまてせん」とルビを振る書籍（いわゆる表記ゆれ）もあった。戦後になると連合国軍最高司令官総司令部 (GHQ/SCAP) の指示により、鉄道施設や道路標識などにローマ字併記が進められた際に、山手線に「YAMATE＝Loop＝Line」とローマ字を振ったことで、次第に「やまのてせん」ではなく「やまてせん」の呼称が定着していった。
1971年に国鉄は全路線の線路名称にふりがなをつけることを決定した。この時、山手線にはすでに定着していた「やまてせん」ではなく「やまのてせん」というふりがなが振られた。これは国鉄当局が、線名の由来・発祥からして、「やまのてせん」が正しいと判断したことと、田端駅 - 品川駅で並走する京浜東北線の直通先の根岸線にある山手駅（やまてえき 1964年5月開業）との混同を避ける（京浜東北・根岸線の「山手行き」と勘違いさせない）ためである。このため、電車に掲出される方向幕の行先表示も、漢字表記は「山手」を「山手線」に、ローマ字表記は「YAMATE」を「YAMANOTE LINE」と改めた。これに伴って、開業当初の「やまのてせん」の呼称が代わって定着していった。

## 歴史
山手線はもともと、日本鉄道が現在の東北本線および東海道本線を連絡するために品川駅 - 赤羽駅間の山の手に敷設した線路であった。当時の重要な輸出品であった生糸を栃木・群馬の産地から輸出港のある横浜まで運ぶ目的で建設された。当時、既に開通していた路線を利用するには上野から新橋の間が家屋密集地で鉄道建設に大変な困難が予想された。
東京市街地の拡大に伴い、山手線は市街をめぐる大都市の基幹交通路線に性格を変えていった。電車が運行を開始したのは1909年（明治42年）、現在のように環状運転が実施されるようになったのは関東大震災により下町一帯が焼け野原のようになり、上野駅 - 神田駅間の用地買収が進んだ後の1925年（大正14年）のことである。

### 日本鉄道
開業当初は日本鉄道品川線と呼ばれたこの路線は、港があった品川・横浜方面と東京の北側を結ぶ日本鉄道第一区線の一部として計画された路線であった。しかし起伏地である山の手に線路を敷くには技術的にも資金的にも困難であったことから、まずは日本鉄道第一区線の開業を優先し、1883年（明治16年）7月28日に江戸下町の北部にあたる現在の上野駅の地を起点として開業、その後の1885年（明治18年）3月1日、当初の計画に準じ、日本鉄道第一区線と官設鉄道（現在の東海道本線）とを連絡する品川駅 - 赤羽駅間（現在の山手線品川駅 - 池袋駅間と赤羽線池袋駅 - 赤羽駅間）が開業した。当時、日本鉄道の南端は上野駅、官設鉄道の北端は新橋駅（後の汐留駅）で、この両駅を結べば建設距離は短くて済んだが、両駅間の土地は江戸の下町に当たるため鉄道を敷設することは難しかった。一方で山の手を通すと遠回りにはなるものの、当時の山の手の居住人口は少なく、鉄道敷設への理解も得られやすく、この経路が選ばれた。開業後の1886年（明治19年）7月1日時点では、新橋駅 - 品川駅 - 赤羽駅間には毎日4往復の直通旅客列車が運行されていた。1891年（明治24年）9月1日に日本鉄道第一区線から第五区線が全通し、横浜・新橋・品川・上野方面と、高崎・宇都宮・福島・仙台・盛岡・青森方面が鉄路で結ばれた。
一方、同じ日本鉄道の路線である土浦線（1901年に海岸線に改称、現在の常磐線）と品川・横浜方面の連絡線の建設も計画された。土浦駅 - 南千住駅 - 田端駅間を結ぶ日本鉄道土浦線は、1896年（明治29年）12月25日、日本鉄道第一区線上に田端駅を開業すると同時に開通、土浦、水戸方面と東京の北側を直結させた。この海岸線と山手線を結ぶ短絡線（山手線枝線、当初は豊島線と呼称）は、1903年（明治36年）4月1日に日本鉄道品川線に池袋駅を開業し、同時に田端駅と池袋駅間を結ぶ線路の開通によって営業を開始した。この短絡線の建設に当たっては、当初は目白駅を分岐点とする計画であり鉄道敷設免許も取得したが、谷あいの地形上同駅周辺には十分な用地の確保が困難であり、将来の運輸拡張の妨げになる恐れがあったため、新たに池袋駅が開設され分岐点となった。この短絡線は当初、豊島線と呼称されていたが、開業に先立つ1901年（明治34年）11月16日、日本鉄道は逓信大臣の認可のもと、定款の区線名称を変更し品川線と豊島線（当時未成線）を合わせ山手線とした。
開業後、東北・信越・常磐線のみならず中央線と東海道線を結ぶ役割も担うようになり、また、日露戦争の勃発などで貨物輸送量が大幅に増え、1904年の新宿駅 - 池袋駅間を皮切りに1910年まで複線化が行われた。この際、池袋駅 - 赤羽駅間は複線化から取り残され、支線的性格を強めた。

### 国有化とその後
日本鉄道が国有化された1906年（明治39年）11月1日時点では、品川駅 - 赤羽駅間に貨物列車のほかこの区間を単純往復する旅客列車も運行された（毎日9往復）。1909年（明治42年）10月12日の各鉄道路線に路線名が付与された際は、池袋駅 - 赤羽駅間も含め現在の山手線区間（品川駅 - 池袋駅 - 田端駅間）と合わせて東北線の部 山手線となった。この当時は、池袋駅より北側は現在の赤羽線を経由して赤羽駅までが山手線本線、旧豊島線区間は山手線の支線であった。その後、同年12月16日に烏森駅（現・新橋駅）が開業し、烏森駅 - 新宿駅 - 上野駅間が電化され、電車の「C」の字形運転が開始された。このとき、品川駅 - 烏森駅間は京浜線（現在の京浜東北線）に乗り入れる形をとっていた。東海道本線が東京駅まで延伸開業し、中央線も同駅まで延伸されると、中央線と山手線を接続し、中野駅 - 新宿駅 - 東京駅 - 品川駅 - 新宿駅 - 池袋駅 - 田端駅 - 上野駅間で「の」の字運転が開始され、このころから現在の赤羽線区間が山手線枝線の運行形態になった。1923年の関東大震災で一時中断したが、1924年4月25日までこの形態は続いた。1925年（大正14年）11月1日に東北本線の秋葉原駅 - 神田駅間が完成し、東京 - 上野間が高架で複線化されたときに中央線への乗り入れは中止され、環状運転が開始された。このとき、京浜線も田端駅まで延伸されている。
環状運転開始当時のダイヤは、基本的に毎時5本（12分間隔）で運転され、一周の所要時間は72分、池袋駅‐赤羽駅間（現在の赤羽線）の所要時間は10分であった。このほか、通勤時間帯には臨時電車が運転されたほか、田端駅 ‐ 田町駅間は京浜線電車も運転されていた。昭和の初めごろには現在とさして変わらない速さで走り、朝4時台の始発で終電は深夜1時近くまで、通勤時間には2分半程度の間隔で運行されていた。
戦後、復興に伴う輸送量の増大で山手線、京浜線とも増発が行われ、1956年11月19日から共有だった両者の線路（田端駅 - 田町駅間：11.7 km）を分離し、内側を環状運転を行う山手線、外側を往復運転を行う京浜東北線（分離時に改名）が走るようになった。
1972年（昭和47年）には、当初山手線本線であった赤羽駅 - 池袋駅区間の線路名称が赤羽線に変更された。赤羽線は山手線の本線として運営されてきたため、池袋駅では10両編成化に伴う新ホーム設置（現行3・4番線）までは山手線外回り始発電車ホーム（現行8番線）を発着していた。ラインカラーもかつて山手線で使われていた「カナリア（黄色）」が、山手線が「ウグイス（黄緑色）」に塗装変更されたあとも使われた。1985年（昭和60年）9月30日、赤羽線は埼京線の一部として運行される現在の形態に移行した。
車両は1960年代初めまでは72系が使用されていたが、1961年（昭和36年）からカナリア色の101系が使用された。その後、1963年（昭和38年）からウグイス色の103系が主力となったが、老朽化のため1988年（昭和63年）6月で運行を終了し、205系にすべて置き換わった。このとき導入されたサハ204形が初の6扉車である。この後、E231系500番台に置き換わったが、6扉車はサハE230形500番台として継承された。しかし、ホームドア設置のため6扉車は2011年（平成23年）9月4日に全車運用を離脱し、廃車となった。2015年（平成27年）からはE235系が運行を開始した。

### 年表

#### 日本鉄道国有化前

山手線の運行系統の変遷

*が付いている駅は、のちに路線分離により赤羽線の駅となった駅。
- 1872年（明治5年）
  - 6月12日：官設鉄道 品川駅 - 横浜駅間鉄道仮営業。品川駅開業。
  - 10月14日：新橋駅 - 横浜駅間本開業。新橋駅（初代）開業。
- 1883年（明治16年）7月28日：日本鉄道 上野駅 - 熊谷駅間開業。上野駅開業。
- 1885年（明治18年）
  - 3月1日：日本鉄道品川線 品川駅 - 赤羽駅間（12 M75 C50 L≒20.83 km）開業。渋谷駅・新宿駅・板橋駅*開業。
  - 3月16日：日本鉄道品川線 目黒駅・目白駅開業。
- 1890年（明治23年）
  - 1月25日：MCL表示からMC表示に簡略化（12M75C50L→12M76C）。
  - 11月1日：日本鉄道 上野駅 - 秋葉原駅間貨物線開通。秋葉原駅（貨物駅）開業。
- 1894年（明治27年）8月：のちの大井聯絡所とのちの大崎駅を結ぶ軍用線が竣工開業（1901年貨物線となる）。
- 1896年（明治29年）4月1日：日本鉄道 田端駅開業。
- 1901年（明治34年）
  - 2月25日：日本鉄道山手線 大崎駅・恵比寿駅（貨物駅）開業。
  - 3月15日：官設鉄道 大井聯絡所 - 大崎駅間で貨物列車運行開始。
  - 8月1日：官設鉄道 大井聯絡所 - 大崎駅間（72 C≒1.45 km）が正式に開業。
  - 8月8日：日本鉄道が定款を変更し、品川線（品川駅 - 赤羽駅間）と豊島線（池袋駅 - 田端駅間、免許線・未開業）を統合し山手線とする[31][30][注釈 9][注釈 10]
- 1902年（明治35年）
  - 5月10日：日本鉄道山手線 目白駅 - 板橋駅間に池袋信号所を開設[注釈 11][29][30]。
  - 11月12日：MC表示からマイル表示に簡略化（品川駅 - 赤羽駅間 12 M76 C→13.0 M、大井駅 - 大崎駅間 72 C→0.9 M）。
- 1903年（明治36年）4月1日：日本鉄道山手線 池袋駅 - 田端駅間（3.3 M≒5.31 km）開業[注釈 12][30]。池袋信号所を駅に変更し池袋駅開業[29]。大塚駅・巣鴨駅開業。
- 1904年（明治37年）11月：日本鉄道山手線 新宿駅 - 池袋駅間複線化。
- 1905年（明治38年）
  - 4月1日：日本鉄道 日暮里駅開業。
  - 6月10日：日本鉄道山手線 赤羽駅 - 板橋駅間に十条駅（貨物駅）開業。
  - 10月：日本鉄道山手線 渋谷駅 - 新宿駅間複線化。
- 1906年（明治39年）
  - 2月7日：日本鉄道山手線 十条駅（貨物駅）廃止。
  - 9月23日：甲武鉄道 代々木駅開業（山手線には駅が設置されず通過。10月1日国有化）。
  - 10月23日：池袋駅貨物取扱開始。
  - 10月：日本鉄道山手線 大崎駅 - 渋谷駅間複線化。
  - 10月30日：日本鉄道山手線 原宿駅開業。恵比寿駅が旅客営業開始。

#### 国有鉄道時代
- 1906年（明治39年）
  - 11月1日：日本鉄道が国有化。
- 1909年（明治42年）

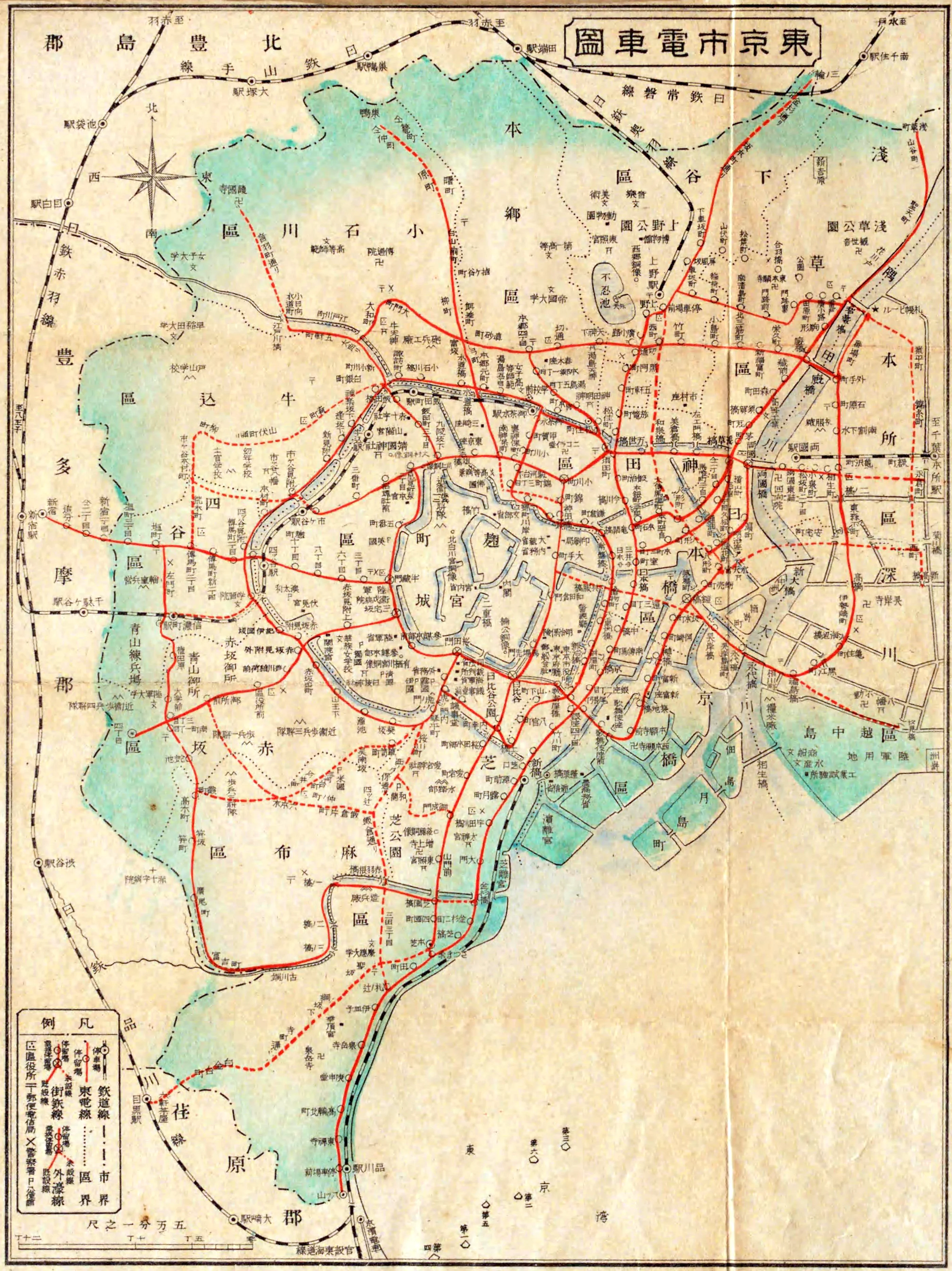
1909年（明治42年）の東京市鉄道図

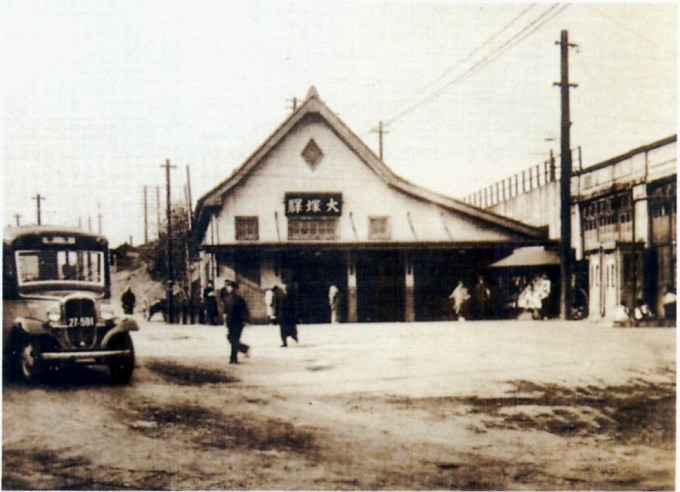
1928年から1944年の間に撮影された大塚駅

  - 10月12日：国有鉄道線路名称制定。赤羽駅 - 品川駅間、池袋駅 - 田端駅間、貨物支線 大崎駅 - 大井聯絡所間を山手線（東北線の部）とする。
  - 11月30日：品川駅 - 大崎駅間複線化。
  - 12月16日：東海道本線 品川駅 - 烏森駅（現在の新橋駅）間開業。山手線 池袋駅 - 田端駅間、赤羽駅 - 品川駅間電化。上野駅 - 新宿駅 - 品川駅 - 烏森駅、赤羽駅 - 池袋駅間に電車運転開始。代々木駅停車開始（中央本線の駅として1906年にすでに開業）。
- 1910年（明治43年）
  - 4月1日：池袋駅 - 田端駅間複線化。
  - 6月25日：東海道本線 烏森駅 - 有楽町駅間開業。
  - 9月15日：山手線 高田馬場駅開業。東海道本線 有楽町駅 - 呉服橋駅（のちに廃駅）間開業。
  - 11月1日：十条駅*開業。
  - 11月15日：駒込駅開業。
- 1911年（明治44年）10月15日：五反田駅開業。
- 1912年（明治45年）7月11日：鶯谷駅開業。
- 1914年（大正3年）
  - 5月24日：代々木練兵場（現在の代々木公園）にて昭憲皇太后の大葬が行われたのに伴い、葬場殿仮停車場を開設、引き込み線の形で原宿駅 - 葬場殿仮停車場間（0.4 M≒0.64 km）開業（同月26日廃止）。
  - 11月15日：新大久保駅開業。
  - 12月20日：東海道本線 東京駅開業。大井聯絡所を駅に変更して大井町駅開業。新橋駅を汐留駅と改称し、烏森駅を新橋駅とする。
- 1916年（大正5年）4月16日：貨物支線 大崎駅 - 大井町駅間（0.9 M≒1.45 km）廃止。
- 1918年（大正7年）12月20日：品川駅 - 大崎駅間複々線開通、山手線複々線化の開始。
- 1919年（大正8年）
  - 3月1日：中央本線と接続し中野駅 - 東京駅 - 品川駅 - 池袋駅 - 上野駅間で“「の」の字運転”を開始。神田駅開業。
  - 3月10日： 五反田駅 - 目黒駅間に上大崎仮信号所を開設。
- 1922年（大正11年）4月1日：信号所を信号場に変更。
- 1923年（大正12年）9月1日：関東大震災で有楽町駅、新橋駅、浜松町駅、鶯谷駅、上野駅焼失。
  - 平常時の運転に復旧（東京駅への乗り入れは1924年1月13日以降）。
- 1924年（大正13年）12月25日：板橋駅 - 池袋駅間が複線化。
- 1925年（大正14年）
  - 2月13日：十条駅 - 板橋駅間が複線化。
  - 3月28日：品川駅 - 池袋駅 - 田端駅間の電車専用線複線化完成（客貨分離）。
  - 3月31日：赤羽駅 - 十条駅間が複線化。
  - 4月26日：山手線複々線開業式、新宿駅新駅舎落成式挙行。
  - 11月1日：東北本線 神田駅 - 上野駅間開業。秋葉原駅が旅客営業開始。御徒町駅開業。環状運転開始。
- 1927年（昭和2年）
  - 2月25日：山手線電車区間（赤羽駅 - 池袋駅間は除く）荷物専用電車運転開始。
  - 4月20日：高田馬場駅 - 新大久保駅間に戸山ヶ原信号場開設。
- 1929年（昭和4年）8月21日：品川駅 - 大崎駅間に目黒川信号場を開設。
- 1930年（昭和5年）4月1日：マイル表示からメートル表示に変更（赤羽駅 - 品川駅間 13.0 M→20.9 km、池袋駅 - 田端駅間 3.3 M→5.2 km）。
- 1935年（昭和10年）
  - 11月1日：上大崎仮信号場廃止。
  - 11月15日：戸山ヶ原信号場廃止。
- 1945年（昭和20年）
  - 4月13日：太平洋戦争下の空襲により田端駅・鶯谷駅・駒込駅・高田馬場駅・池袋駅などの駅と池袋電車区焼失。
  - 5月24日：空襲により五反田駅・恵比寿駅など焼失。
  - 5月25日：空襲より東京駅など焼失。山手線全線不通。
  - 5月29日：運転を再開。
- 1949年（昭和24年）6月1日：日本国有鉄道発足。
- 1956年（昭和31年）11月19日：田端駅 - 田町駅間線増、朝夕に限って京浜東北線と分離運転開始。
- 1961年（昭和36年）9月：101系を投入。車体色はカナリア・イエロー。
- 1963年（昭和38年）12月：103系を投入。車体色をウグイスに変更。
- 1965年（昭和40年）
  - 7月：目黒川信号場廃止。
  - 7月31日：品川駅構内で山手線内回り電車がポイントを通過中の回送電車に側面から衝突。15人負傷。（詳細は山手線品川駅列車衝突事故を参照）
- 1968年（昭和43年）10月1日：10両編成運転開始。
- 1969年（昭和44年）4月：車体をウグイス色に統一。
- 1970年（昭和45年）7月31日：国電山手線初の103系冷房車運行開始。
- 1971年（昭和46年）
  - 3月7日：路線名の読みを「やまてせん」から「やまのてせん」に統一[新聞 1]。
  - 4月20日：西日暮里駅開業。10両編成に統一。
  - 11月14日：池袋駅2番線に停車した山手線車両に、駅構内で機動隊と衝突していた過激派が火炎瓶で放火。負傷者2人[新聞 3]。
- 1972年（昭和47年）7月15日：山手線を東北線の部から東海道線の部に移し、区間表示を品川駅 - 新宿駅 - 田端駅間 (20.6 km) に変更。池袋駅 - 赤羽駅間 (5.5 km) は赤羽線として分離。
- 1981年（昭和56年）12月6日：自動列車制御装置 (ATC)・列車無線使用開始。
- 1985年（昭和60年）3月25日：国電初のステンレス通勤形車両、205系が山手線で使用開始。

#### JR東日本の発足後
- 1987年（昭和62年）
  - 4月1日：国鉄分割民営化により東日本旅客鉄道（JR東日本）の路線となる。
  - 8月：アートコーヒーの主催によるイベント列車「RAIL TRAIN YAMANOTE」運転。
- 1988年（昭和63年）
  - 3月13日：京浜東北線で日中の快速運転を開始。京浜東北線と終日分離運転。
  - 6月26日： 205系増備完了に従い、103系が山手線での使用終了。さよならイベントを品川電車区で実施。
- 1990年（平成2年）
  - 3月10日：6扉車サハ204形900番台試作車を1編成に2か所連結[39]。6扉車は平日の朝10時まで座席を収納。
  - 4月21日：翌年導入する予定のイオカード対応の自動改札機を東京駅・駒込駅に設置し、供用開始[新聞 4]。以後、順次山手線各駅に導入される[新聞 4]。
  - 6月8日：6扉車で文字放送サービス開始[40]。
    - この年、山手線で初めて車内広告が1社で統一されるADトレイン運転開始（先頭車の正面にヘッドマークを掲出）。1995年に2編成あるうちの1編成のヘッドマークを変更（のちに再変更）。205系のADトレインの歴代ヘッドマーク4個はすべて消滅。

  - 10月20日：国際鉄道安全会議を記念して「TECH TRAIN」を11月4日までの土・日曜日に運転[40]。1日3往復で、運転終了後は池袋駅で展示された。使用車両は103系で、先頭車に京浜東北線から、中間車に埼京線からの車両を組み込んだ編成で運転された。車内にはJR東日本の安全への取り組みや鉄道に関する資料、模型などが展示された。なお、このときは山手線はすべて205系で運転していたため、2年4か月ぶりに山手線に103系が運転されることになる。
- 1991年（平成3年）12月1日：6扉車サハ204形0番台量産車の10号車への連結を開始し、一週間ほどで全編成が11両編成となる[41][注釈 13]。11両化された編成の先頭車前面には「11CARS」のステッカーが貼り付けられたが[41]、ステッカーは1997年までに全編成から取り外された。
- 1992年（平成4年）
  - 5月21日：全編成への転落防止幌設置を開始（翌年2月ごろまでに設置完了）[新聞 5]。
  - 8月1日：全駅で喫煙所以外での終日禁煙を実施[新聞 6]。
- 1994年（平成6年）12月3日：土曜ダイヤを廃止し、土曜・休日ダイヤへ移行[42]。
- 1998年（平成10年）7月4日[JR 1][43]：東京圏輸送管理システム (ATOS) 使用開始。

#### 2000年代以降の動き
- 2000年（平成12年）12月31日：20世紀から21世紀へのカウントダウンとして臨時列車「21GO」を翌年1月1日まで運転。使用車両は列車名にちなみ215系。
- 2001年（平成13年）
  - 3月21日：「みんなの地球をみんなで考えるエコロジーキャンペーン」の一環として「エコトレイン2001」を、通常はADトレインで使用されている48番編成で4月20日まで運転。両端の車両全面にステッカー貼付。
  - 12月1日：山手線で初めて「側面車体広告車」を開始[44]。
- 2002年（平成14年）4月21日：E231系500番台が山手線で使用開始[45]。
- 2005年（平成17年）4月17日：E231系500番台増備完了に従い、205系が山手線での使用終了。
- 2006年（平成18年）7月30日：D-ATC（デジタルATC）使用開始[46][47]。
- 2007年（平成19年）
  - 3月18日：D-ATC化後初のダイヤ改正[注釈 14]で、1周最速59分（起終点駅での停車時間を除く）に所要時間短縮。朝ラッシュピークに外回りを1本増発。平日日中の運転本数を4分おきにするなど、全体的に運転間隔を見直し。
  - 8月26日： JRの在来線として初めてデジタル列車無線を導入[49]。
- 2009年（平成21年）9月7日 - 12月4日：「山手線」の命名100周年[注釈 15]を記念して、E231系500番台トウ502編成に、昭和30年代に運転されていた旧形国電カラーリング（ぶどう色2号）を模したラッピング編成が登場した。なお、このラッピング編成は明治製菓の車体広告車も兼ねていた。
- 2010年（平成22年）
  - 2月19日：平日朝ラッシュ時の6扉車での座席収納を終了。22日以降は終日座席が使えるようになる[新聞 7][50]。
  - 6月26日：恵比寿駅でホームドアの使用を開始[51]。ただし7・10号車部分は4扉車と6扉車が混在していたため設置されず。
  - 8月28日：目黒駅で7・10号車部分を除いてホームドア使用開始。
- 2011年（平成23年）
  - 9月4日：全編成が全車4扉車となる[38]。
  - 10月29日：恵比寿駅・目黒駅の7・10号車部分でホームドア使用開始。
- 2012年（平成24年）12月22日：大崎駅でホームドア使用開始。
- 2013年（平成25年）3月2日：池袋駅でホームドア使用開始。5・8番線は発車本数が少ないため設置対象外。
- 2015年（平成27年）
  - 4月12日：神田駅 - 秋葉原駅間で、用途廃止となり撤去工事中であった架線柱が建築限界を超えて線路内に倒れ込む事故が起こる（重大インシデント）[52]。当該架線柱の傾斜は、同月10日の深夜から現場では認識されていたが、情報の取り扱いとその後の判断が悪く倒壊を防げなかった。この影響で山手線と京浜東北線が長時間にわたって運転見合わせとなり、41万人に影響が及んだ[53]。
  - 11月30日：E235系が山手線で運用開始[新聞 2][JR 2]。
- 2016年（平成28年）8月20日：目黒駅から駅ナンバリングの使用を開始。路線記号は「JY」。その数日後からほかの複数駅でもナンバリングの使用を開始。
- 2018年（平成30年）5月19日：車内に防犯カメラを設置したE235系の運行を開始[新聞 8][新聞 9]。
- 2019年（平成31年・令和元年）
  - 1月7日：自動列車運転装置 (ATO) による自動運転実験を未明に実施し、報道各社に公開[新聞 10]。
  - 11月：列車の発車時刻だけでなく到着までの時間も表示するよう発車標の改良を開始[新聞 11]。
  - 11月16日：新駅設置工事に伴う線路切換え工事のため、上野駅 - （東京駅経由） - 大崎駅間を初電から16時過ぎまで運休[54]。
- 2020年（令和2年）
  - 1月20日：E231系500番台の営業運転が終了[55]。
  - 3月14日：京浜東北線とともに田町駅 - 品川駅間に高輪ゲートウェイ駅が開業[JR 3][新聞 12][新聞 13]。
- 2021年（令和3年）
  - 1月20日：新型コロナウイルス感染症の拡大に伴う改正新型インフルエンザ等対策特別措置法に基づく緊急事態宣言の発出および国・関係自治体からの要請に伴い、以下の列車を運休[JR 4]。
    - 外回り：池袋駅を0時28分以降に発車する列車を運休。終電が池袋駅 - 品川駅間で14分程度（土休日ダイヤは19分程度）、大崎駅 - 池袋駅間で19分程度繰り上げ。
    - 内回り：池袋駅を0時37分以降に発車する列車を運休。終電が池袋駅 - 大崎駅間で28分程度繰り上げ。

  - 10月23日・24日：渋谷駅山手線内回り線路切換工事実施のため、2日間に渡り特別ダイヤで運転[JR 5]。
    - 内回り：池袋駅 - 渋谷駅 - 大崎駅間を運休。大崎駅 - 東京駅 - 池袋駅間は本数を大幅に減らして運転（池袋駅で上野方面に折返し運転）。
    - 外回り：大崎駅 - 渋谷駅 - 池袋駅間で本数を減らして運転（一部、大崎駅で東京方面に折返し運転）。
    - 京浜東北・根岸線：快速運転を中止（終日、各駅停車で運転）。
    - 埼京線・りんかい線：新木場駅 - 大崎駅 - 赤羽駅間を増発。
    - 湘南新宿ライン：通常運転。
    - 相鉄線直通列車：新宿駅 - 池袋駅間を延長運転。
    - 山手貨物線：品川駅 - 新宿駅間で臨時列車を運転（停車駅は、品川・恵比寿・渋谷・新宿）。
- 2023年（令和5年）
  - 1月7日・8日：渋谷駅山手線外回り線路切換工事実施のため、2日間に渡り特別ダイヤで運転[JR 6][56]。
    - 内回り：池袋駅 - 渋谷駅 - 大崎駅間で本数を減らして運転（一部、池袋駅で上野方面に折返し運転）。
    - 外回り：大崎駅 - 渋谷駅 - 池袋駅間を運休。池袋駅 - 東京駅 - 大崎駅間は本数を大幅に減らして運転（大崎駅で東京方面に折返し運転）。
    - その他の措置は2021年10月の体制を概ね踏襲。但し山手貨物線臨時列車は品川駅発着から大崎駅発着に変更。

  - 11月18日（外回り）・19日（内回り）：渋谷駅山手線線路切換工事実施のため、2日間に渡り特別ダイヤで運転[JR 7]
    - 11月18日：2023年1月と同様、外回り・大崎駅 - 渋谷駅 - 池袋駅間を運休。池袋駅 - 東京駅 - 大崎駅間は大幅減便。内回りも一部、池袋駅で上野方面に折返し運転。
    - 11月19日：2021年10月と同様、内回り・池袋駅 - 渋谷駅 - 大崎駅間を運休。大崎駅 - 東京駅 - 池袋駅間は大幅減便。外回りも一部、大崎駅で東京方面に折返し運転。
    - その他の措置は2023年1月の体制を概ね踏襲。
- 2025年（令和7年）
  - 4月19日 - 20日：羽田空港アクセス線の整備における田町駅線路切換工事に伴い、山手線および京浜東北線の一部区間が運休。
    - 4月19日は、山手線・上野駅 - 東京駅 - 大崎駅間（外回り）および京浜東北線・品川駅 - 東十条駅間（南北行）が終日運休[JR 8]。
    - 4月20日は、山手線・上野駅 - 東京駅 - 大崎駅間（内回り・外回り）および京浜東北線・品川駅 - 東十条駅間（南北行）が初電 - 12時ごろまで運休[JR 8]。
- 2026年（令和8年）7月1日（予定）：支社制から事業本部制への再編に伴い、これまでの首都圏本部の管轄から、新橋駅 - 秋葉原駅間を東京事業本部、御徒町駅 - 田端駅間を上野事業本部、駒込駅 - 目白駅間を池袋事業本部、高田馬場駅 - 代々木駅間を新宿事業本部、原宿駅 - 大崎駅間を渋谷事業本部、品川駅 - 浜松町駅間を品川事業本部の管轄に、それぞれ変更[JR 9]。

### 路線名称の変遷
| 時期        | 品川 - 池袋           | 池袋 - 赤羽           | 池袋 - 田端            | 田端 - 上野 | 上野 - 秋葉原 | 秋葉原 - 東京 | 東京 - 品川                  |
| ----------- | --------------------- | --------------------- | ---------------------- | ----------- | ------------- | ------------- | ---------------------------- |
| -1901年     | 品川線                | 品川線                | 豊島線（未開業）       | 第一区      | 秋葉原線      | （未開業）    | 東海道線 （烏森 - 品川）     |
| 1901年-     | 山手線（本線）        | 山手線（本線）        | 山手線（支線・未開業） | 第一区      | 秋葉原線      | （未開業）    | 東海道線 （烏森 - 品川）     |
| 1903年-     | 山手線（本線）        | 山手線（本線）        | 山手線（支線）         | 第一区      | 秋葉原線      | （未開業）    | 東海道線 （烏森 - 品川）     |
| 1906年2月-  | 山手線（本線）        | 山手線（本線）        | 山手線（支線）         | 本線南区    | 秋葉原線      | （未開業）    | 東海道線 （烏森 - 品川）     |
| 1906年11月- | 日本線（山手線 本線） | 日本線（山手線 本線） | 日本線（山手線 支線）  | 日本線      | 日本線        | （未開業）    | 東海道線 （烏森 - 品川）     |
| 1909年-     | 山手線（本線）        | 山手線（本線）        | 山手線（支線）         | 東北本線    | 東北本線      | （未開業）    | 東海道本線 （有楽町 - 品川） |
| 1914年-     | 山手線（本線）        | 山手線（本線）        | 山手線（支線）         | 東北本線    | 東北本線      | 東北本線      | 東海道本線                   |
| 1972年-     | 山手線（本線）        | 赤羽線                | 山手線（本線）         | 東北本線    | 東北本線      | 東北本線      | 東海道本線                   |
| 1985年-     | 山手線（本線）        | 赤羽線（埼京線）      | 山手線（本線）         | 東北本線    | 東北本線      | 東北本線      | 東海道本線                   |

## 運行形態
| 時間帯 | 山手線 | 山手線 | 中央線快速 |
| 時間帯 | 内回り | 外回り | 東京駅発着 |
| ------ | ------ | ------ | ---------- |
| 7時台  | 17本   | 14本   | 17本       |
| 8時台  | 19本   | 16本   | 26本       |
| 9時台  | 18本   | 15本   | 20本       |

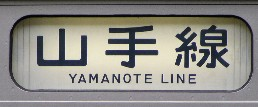
環状運転時の205系側面方向幕

山手線は、首都から放射状に伸びる鉄道網の起終点となる主要ターミナル駅を結ぶ首都内完結路線として、高頻度の運転を実施している。
複数の線区（山手線・東北本線・東海道本線）を走ることや、運行形態が環状運転であるため、運行方向は上り・下りではなく外回り・内回りという表現が旅客案内に用いられる。環状線路の複線外側を左側走行する列車が外回り（時計回り：品川駅 → 渋谷駅 → 新宿駅 → 池袋駅 → 上野駅 → 東京駅 → 品川駅）、複線内側を左側走行する列車が内回り（反時計回り）である。
運転本数は都心部の旅客需要を満たすため多く、平日朝ラッシュ時は約3 - 4分間隔、土休日日中時間帯は約4分間隔、平日日中は5分間隔、平日夕ラッシュ時間帯は約4 - 5分間隔で運行されている。ただし、始発・最終付近（早朝・深夜）は運行間隔が広がる。非常に高頻度のダイヤとなっているが、平日朝の本数は中央線快速よりも少ない。これは、新宿駅など利用者の多い駅での乗降に時間を要し、山手線の運転間隔を短縮できないためである。中央線快速でも新宿駅では乗降に時間を要しているが、一方向につき1面2線のホームを設け、先行列車と後続列車を別々の番線に振り分けて乗降を行う相互発着を行うことで運転間隔を短縮している。
当路線には列車種別設定がなく、すべての電車で停車駅パターンは一定で、平行ダイヤが組まれている。1周34.5 kmにかかる時間は日中（b速）の場合は59分（起・終点駅での停車時間を除く）である。当路線自体には列車種別設定がないが、京浜東北線が快速運転する日中の時間帯には並行区間で山手線が各駅停車の役割となる緩急分離運転が実施されている。快速停車駅間、特に田端駅 - 上野方面間、上野駅 - 東京方面間、秋葉原駅 - 浜松町方面間、東京駅 - 浜松町方面間の各区間乗車の場合、京浜東北線快速を利用した方が速いが、運転間隔が異なるため京浜東北線を利用しても必ずしも早く到着するとは限らない。同様の環状運転を行う大阪環状線や名古屋市営地下鉄名城線とは異なり、他線区から環状運転系統の線路に乗り入れたり、種別が変わったり、途中駅で折り返して反対方向に運転したり、大阪環状線のように優等列車として運転したりする電車はない。
一度運用についた電車は、基本的には終日同じ方向への環状運転を行っている。途中駅が終点となる電車は、平日午前中の池袋行きと毎日夜間の品川・大崎行きのみである。また、途中駅が始発となる電車は、毎日朝方の田町発と、平日午後の池袋発がある。
環状運転する電車の各駅での行き先案内は、主要6駅（東京駅、上野駅、池袋駅、新宿駅、渋谷駅、品川駅）から直近の2駅を挙げて「○○・△△方面行き」としている（たとえば、有楽町駅での外回り電車は品川・渋谷方面行きと案内する）。
列車番号は、ダイヤ上の分界駅である大崎駅を基準としている。外回りは奇数、内回りは偶数で、「大崎駅発時（24時間）」+「当該編成の当日の運用番号」として、末尾に「G」をつけている。したがって、山手線を約1時間かけて1周した電車は、大崎駅で列車番号の「大崎駅発時」部分を変えて引き続き運転される（ただし、大崎行きの電車を除く）。なお、ほかの駅が始発となる電車で大崎駅を00分以前に発車する電車は「始発駅発時（24時間）」を-1する。
山手線は平日には外回りが328本、内回りが322本、計650本が1日に運行されている。土曜・休日には外回り297本、内回り286本の計583本になる。2007年3月18日の改正で外回りでは平日の朝ラッシュ時に1本増発、夕方ラッシュ時に1本削減し全体での運行本数は変わらず、休日も変動はなかったが、内回りは平日は4本、土曜・休日は5本の削減となった。この改正以降、2分20秒間隔で1時間25本を運行している。改正前日の17日までは2分30秒間隔で24本の運行であった。これは車両が205系からE231系になり、アナログATCがデジタルATCになったことで1分 - 1分40秒短縮することができたためである。
| 項 目 ＼ 時 間 帯 | 平日ダイヤ | 平日ダイヤ | 平日ダイヤ | 平日ダイヤ | 平日ダイヤ | 平日ダイヤ | 平日ダイヤ | 平日ダイヤ | 平日ダイヤ | 平日ダイヤ | 平日ダイヤ | 平日ダイヤ | 土曜・休日ダイヤ | 土曜・休日ダイヤ | 土曜・休日ダイヤ | 土曜・休日ダイヤ | 土曜・休日ダイヤ | 土曜・休日ダイヤ | 土曜・休日ダイヤ | 土曜・休日ダイヤ | 土曜・休日ダイヤ | 土曜・休日ダイヤ | 土曜・休日ダイヤ | 土曜・休日ダイヤ |
| 項 目 ＼ 時 間 帯 | 内回り     | 内回り     | 内回り     | 内回り     | 内回り     | 内回り     | 外回り     | 外回り     | 外回り     | 外回り     | 外回り     | 外回り     | 内回り           | 内回り           | 内回り           | 内回り           | 内回り           | 内回り           | 外回り           | 外回り           | 外回り           | 外回り           | 外回り           | 外回り           |
| 項 目 ＼ 時 間 帯 | 始発       | 始発       | 始発       | 終着       | 終着       | 終着       | 始発       | 始発       | 始発       | 終着       | 終着       | 終着       | 始発             | 始発             | 始発             | 終着             | 終着             | 終着             | 始発             | 始発             | 始発             | 終着             | 終着             | 終着             |
| 項 目 ＼ 時 間 帯 | 大崎       | 池袋       | 田町       | 大崎       | 池袋       | 品川       | 大崎       | 池袋       | 田町       | 大崎       | 池袋       | 品川       | 大崎             | 池袋             | 田町             | 大崎             | 池袋             | 品川             | 大崎             | 池袋             | 田町             | 大崎             | 池袋             | 品川             |
| ----------------- | ---------- | ---------- | ---------- | ---------- | ---------- | ---------- | ---------- | ---------- | ---------- | ---------- | ---------- | ---------- | ---------------- | ---------------- | ---------------- | ---------------- | ---------------- | ---------------- | ---------------- | ---------------- | ---------------- | ---------------- | ---------------- | ---------------- |
| 04-05             | 7          | 2          | 0          | 0          | 0          | 0          | 4          | 1          | 2          | 0          | 0          | 0          | 6                | 2                | 0                | 0                | 0                | 0                | 3                | 1                | 2                | 0                | 0                | 0                |
| 06-07             | 8          | 5          | 2          | 0          | 0          | 0          | 17         | 0          | 1          | 0          | 0          | 0          | 3                | 2                | 0                | 0                | 0                | 0                | 5                | 0                | 1                | 0                | 0                | 0                |
| 08-10             | 0          | 0          | 0          | 7          | 2          | 0          | 0          | 0          | 0          | 8          | 2          | 0          | 2                | 2                | 2                | 0                | 0                | 0                | 7                | 0                | 0                | 0                | 0                | 0                |
| 11-14             | 0          | 0          | 0          | 0          | 0          | 0          | 0          | 0          | 0          | 0          | 0          | 0          | 0                | 0                | 0                | 0                | 0                | 0                | 0                | 0                | 0                | 0                | 0                | 0                |
| 15-17             | 3          | 2          | 0          | 0          | 0          | 0          | 4          | 1          | 0          | 0          | 0          | 0          | 0                | 0                | 0                | 0                | 0                | 0                | 0                | 0                | 0                | 0                | 0                | 0                |
| 18-22             | 0          | 0          | 0          | 7          | 0          | 0          | 0          | 0          | 0          | 3          | 1          | 0          | 0                | 0                | 0                | 7                | 3                | 0                | 0                | 0                | 0                | 7                | 0                | 0                |
| 23-01             | 0          | 0          | 0          | 6          | 2          | 5          | 0          | 0          | 0          | 7          | 4          | 5          | 0                | 0                | 0                | 3                | 1                | 5                | 0                | 0                | 0                | 4                | 3                | 5                |
| 小計              | 18         | 9          | 2          | 20         | 4          | 5          | 25         | 2          | 3          | 18         | 7          | 5          | 11               | 6                | 2                | 10               | 4                | 5                | 15               | 1                | 3                | 11               | 3                | 5                |
| 計                | 29         | 29         | 29         | 29         | 29         | 29         | 30         | 30         | 30         | 30         | 30         | 30         | 19               | 19               | 19               | 19               | 19               | 19               | 19               | 19               | 19               | 19               | 19               | 19               |

例外的な運用として、後述のリフレッシュ工事の日で田端駅 - 田町駅間を京浜東北線と線路を共有する時間帯は、この区間の運転本数を削減するために池袋駅と大崎駅の間を往復する電車が5本に1本程度設定される。このため、大崎駅 - 田町駅間および池袋駅 - 田端駅間は運転間隔が少し長くなる。
また、1956年11月19日に山手線と京浜東北線の線路が分離され、両線とも運転本数が増やされたが、増えた車両数に対応する車庫の建設が追いつかなかったため、一部編成を京浜東北線の蒲田電車区や下十条電車区（現在の下十条運転区）に留置させる必要が生じ、特に後者は山手線車両の配置も一時的に実施された。この関係で、早朝・深夜のみ、山手線 - 京浜東北線間を直通する蒲田発着列車や東十条発着列車が運転されていた。この列車は1967年に品川電車区（現・東京総合車両センター東エリア）が完成したことにより廃止された。
毎年10月の休日（ほとんどは体育の日）に途中無停車の団体専用臨時列車が運行されている。これは大崎周辺まちづくり協議会主催によるイベント「しながわ夢さん橋」の企画として運行されるもので、大崎駅から出発し山手線を1周して大崎駅に戻るものである。2006年までは内回り方向、2007年以降は外回り方向で走っている。2016年10月の運行では、当時1本しかなかった最新鋭のE235系トウ01編成を使用。また2017年の運行で通算30回目を超え、2020年10月11日の運行が通算33回目となった。これ以外にも、8月最後の土曜日の東京総合車両センター一般公開と合わせて、びゅうが企画するツアーの申込者を限定とした団体列車が運転されることがある。これも「しながわ夢さん橋」企画と同じく、大崎駅出発で途中駅をすべて通過し、大崎駅へ戻る臨時列車である。このほかにも2005年に運行された「山手線開業120周年」記念列車も途中ノンストップであった。
大晦日から元旦にかけての終夜運転は、外回りが10分間隔、内回りが12分間隔で運転される。このとき、原宿駅では明治神宮参拝客用臨時ホームが利用されていた。その後臨時ホームを拡幅する常設化工事を実施していたが、2020年3月21日に新駅舎とともに供用開始され、原宿駅は変則相対式の2面2線のホーム体制となった。

## 使用車両

### 現在の使用車両

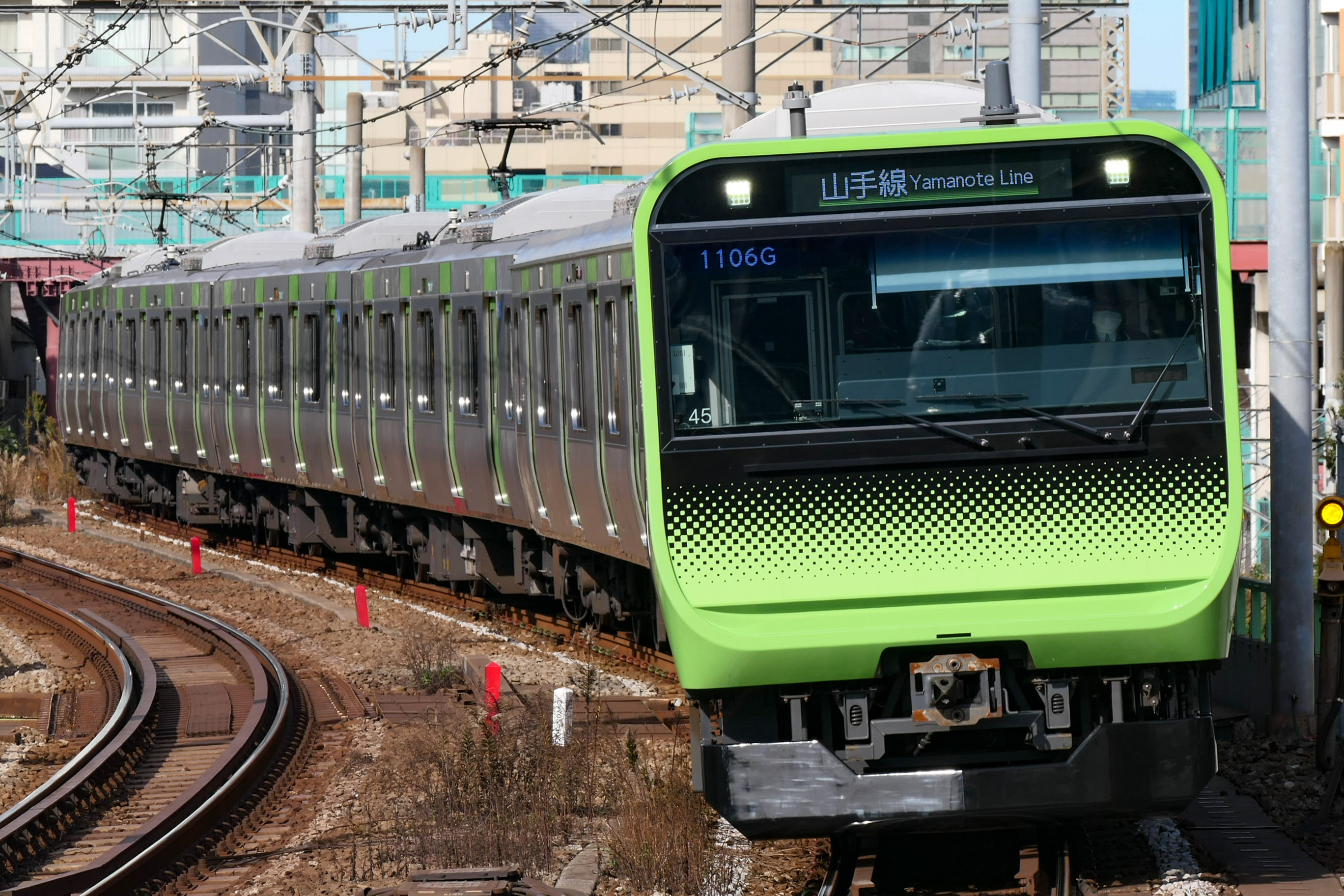
E235系
（2019年12月20日 恵比寿駅 - 目黒駅間）

東京総合車両センター所属のE235系電車が使用されている。11両編成で統一されており、E235系は先頭部と側面ドア部分がウグイス色（■）となっている。
E235系電車は、2015年11月30日から運用を開始した。2020年1月20日を最後にE231系500番台が営業運転を終了し、E235系に統一された。

#### VIS
E231系以降の導入車両では、車内に旅客案内装置としてVISが設置されるようになった。各ドア上部にはVIS表示用の液晶ディスプレイ (LCD) が2つずつ設置されている。右側の画面は次駅案内や所要時間（半周分のみ、目安30分以内）、近隣自社および主要他社・局路線の遅延状況・工事予告などが表示される。左側の画面は、ニュースや天気予報、CM、ナイター速報、エンターテインメント情報が流れる（トレインチャンネルを参照のこと）。液晶ディスプレイ自体は205系時代からあったが、文字と録画映像しか放送できなかった。

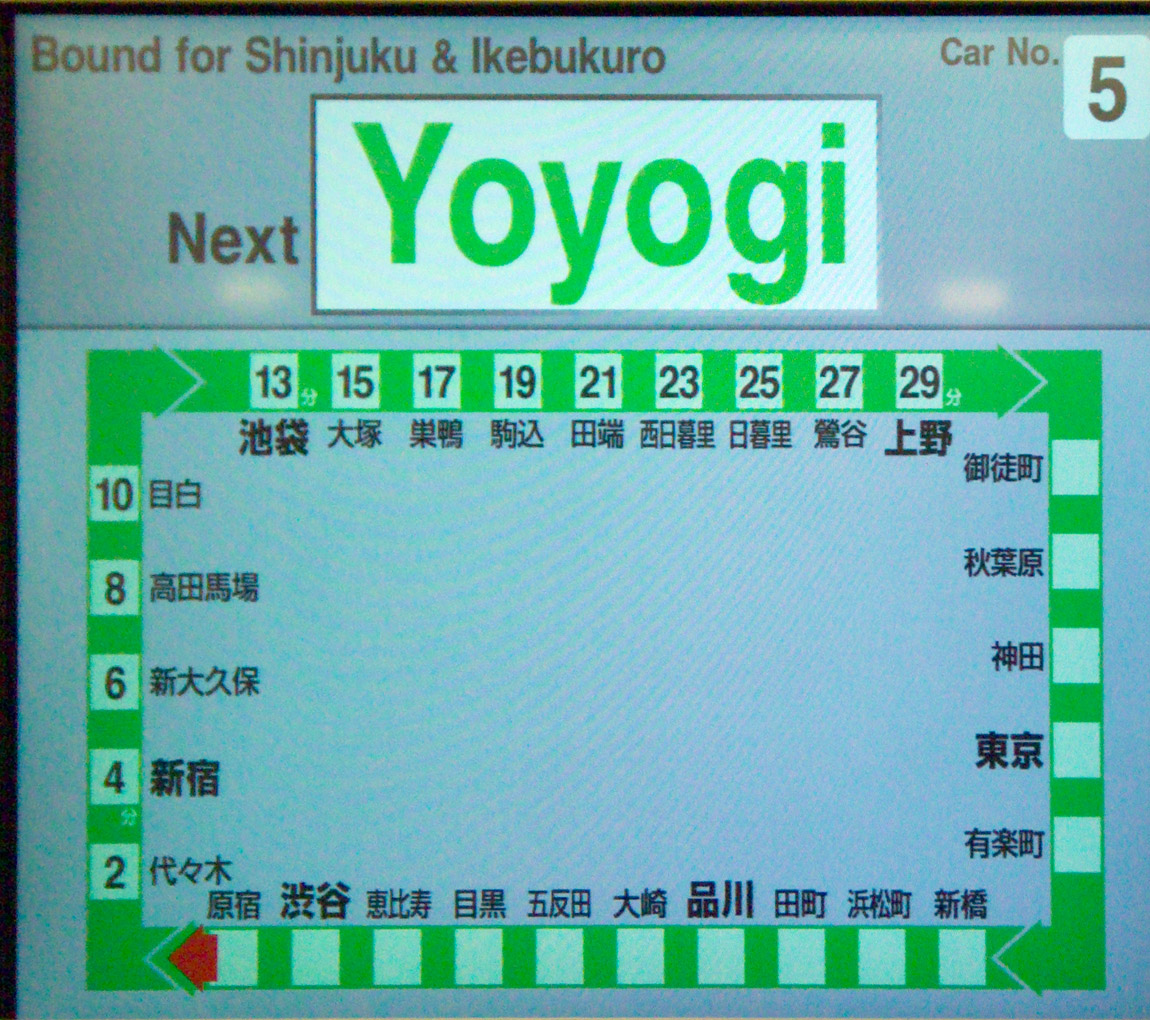
E231系車内の液晶ディスプレイ（次は代々木・英語）
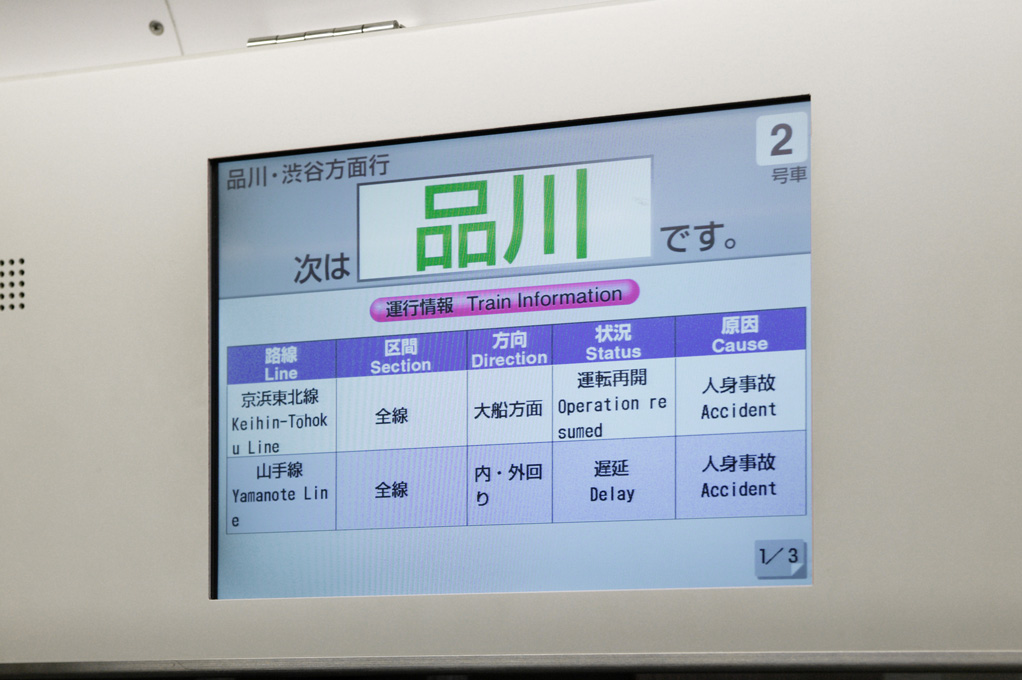
E231系車内の運行情報画面
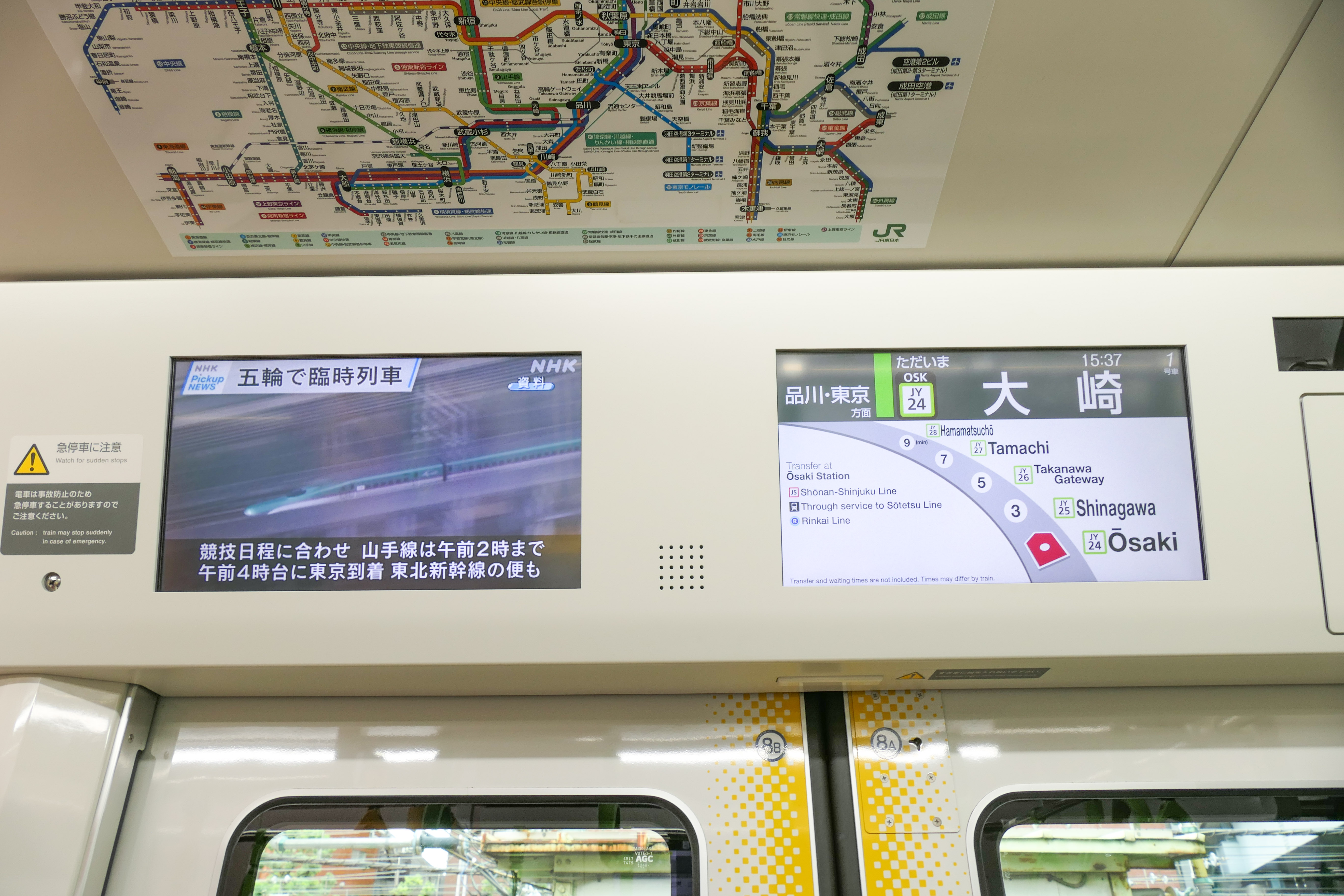
現行車両のE235系車内の運行情報画面

#### 山手線トレインネット・山手線チェックイン機能
2014年3月から、スマートフォン向け情報配信サービス「山手線トレインネット」が「JR東日本アプリ」のコンテンツとして始まった。対応列車内では音波ビーコンによって、スマートフォンで号車別混雑率や室温、次の駅のホーム出口位置など、号車・乗車位置に応じた情報を受け取れる。2014年度内に山手線全列車で対応するよう車両の改造工事が進められた。
また、1年後の2015年3月には、音波ビーコンにより号車・乗車位置を特定する機能を「山手線チェックイン機能」と称し、他社のスマートフォンアプリに開放することが発表された。発表段階では、NTTドコモとサントリービジネスエキスパートが当該機能を利用するサービスを展開することを表明している。

#### 防犯カメラ
2018年5月19日から車内に防犯カメラが設置されたE235系の運行が開始された。2020年現在全車両に設置されている。防犯カメラはドアの上のディスプレイの右側に設置され、片側に2台、1車両で合わせて4台設置され車内全体を監視することができるようになっている。

### 過去の使用車両
以下はすべて電車。 
- デ960形・デ963形・デ989形・ニデ950形 - 甲武鉄道承継車。電化当初に使用。
- ホデ6100形→デハ6250形[新聞 1] - 1909年から運用を開始したが、運用終了時期は不明
- ホデ6110形→デハ6260形 - 1911年から1925年の昇圧まで使用。
- デハ6280系・デハ6285系・デハ6300系・デハ6310系・デハ6340系 - 16 m級木造車。1911年から1925年の昇圧まで使用。
- デハ33400系・デハ33500系 - 1921年製の16 m級木造車。
- デハ63100系→モハ10系（初代）
- 30系・31系・33系・50系→11系 - 17 m級鋼製車[22]
- 40系
- 63系
- 72系
- 101系 - 1961年9月[新聞 1]から1969年4月にかけて使用。車体色はカナリア色[新聞 1]。
- 103系 - 1963年12月[新聞 1]から1988年6月26日まで使用。車体色はウグイス色[新聞 1]。10両編成で使用されたが、冷房車の登場後、しばらくの期間は10両全部が冷房車の編成はほとんどなく、中間の3 - 4両は非冷房車だった。
- 205系 - 1985年3月25日から2005年4月17日まで使用。銀色のステンレス車体に黄緑色帯。1990年から試験的に6扉車の連結を開始し、1991年12月からすべての編成の10号車に6扉車を増結して11両編成となった[37]。
- 215系 - 前述の通り、2000年12月31日から2001年1月1日で臨時列車「21GO」として使用。
- E231系500番台 - 2002年4月21日から順次営業運転を開始し[72]、2005年4月17日までに全52編成が出揃った。2020年1月20日を最後に営業運転を終了し[55]、同年1月24日に最後の運行編成となったトウ506編成が改造のため東京総合車両センターに入場した[55]。

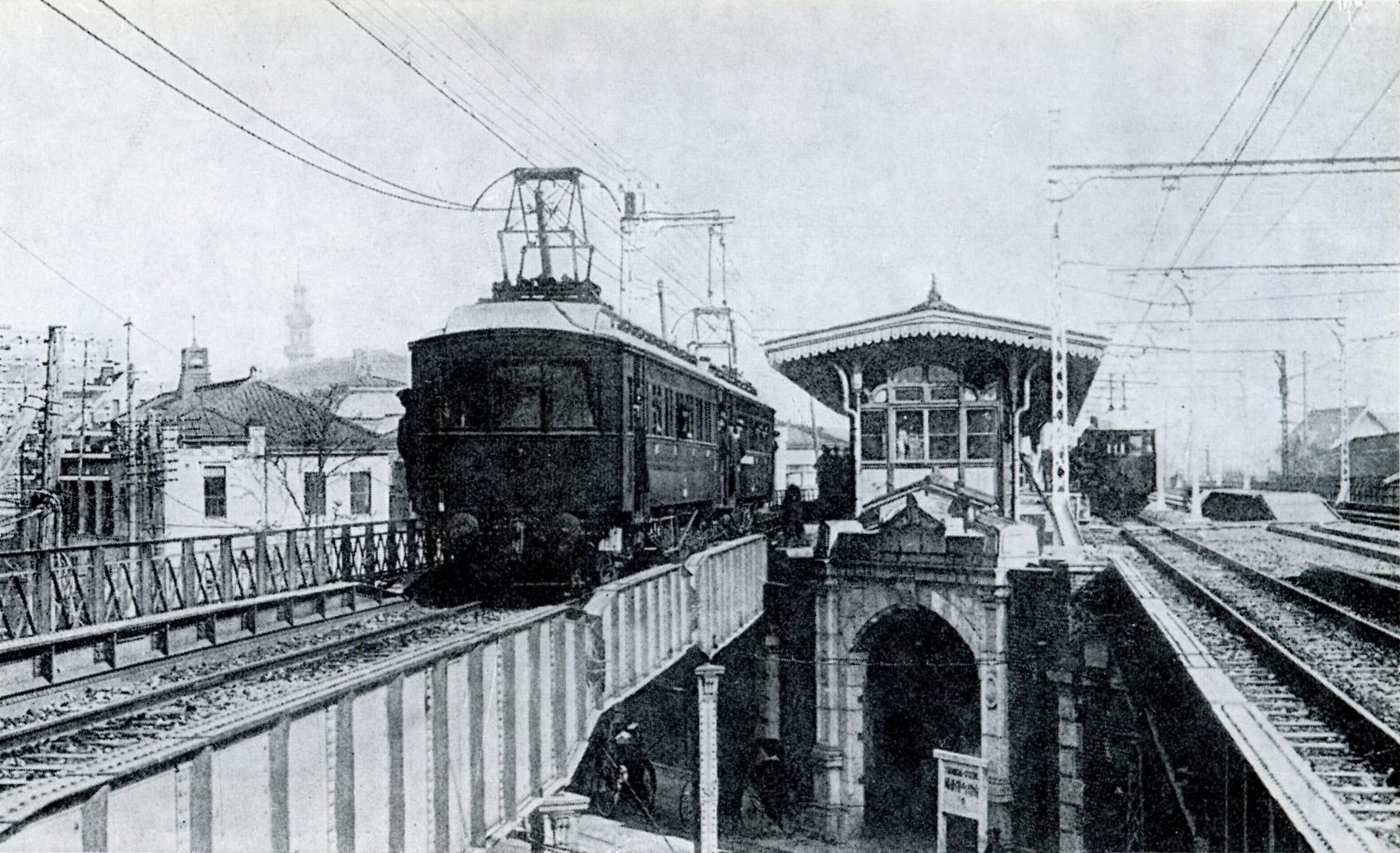
デハ6340系 （写真は京浜東北線用 1914年ごろ）
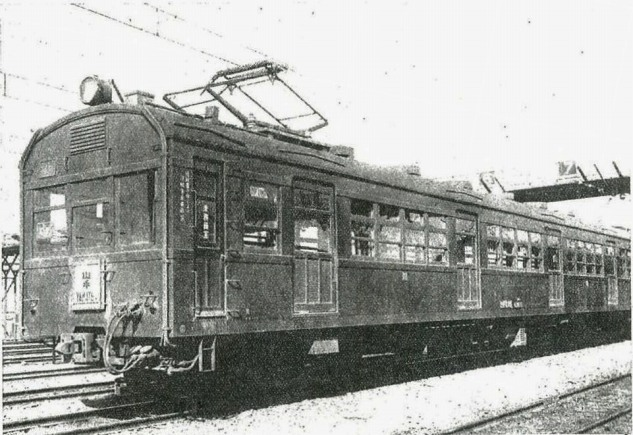
63系電車 （山手線用 1947年ごろ）
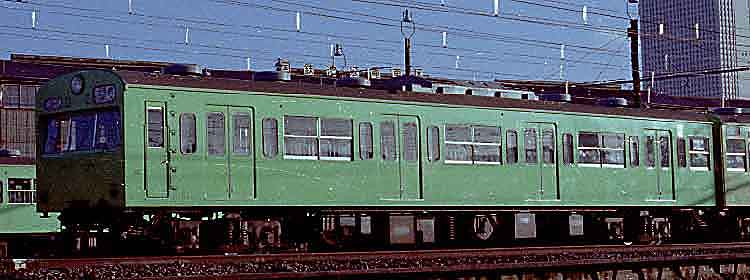
103系 （1978年1月）
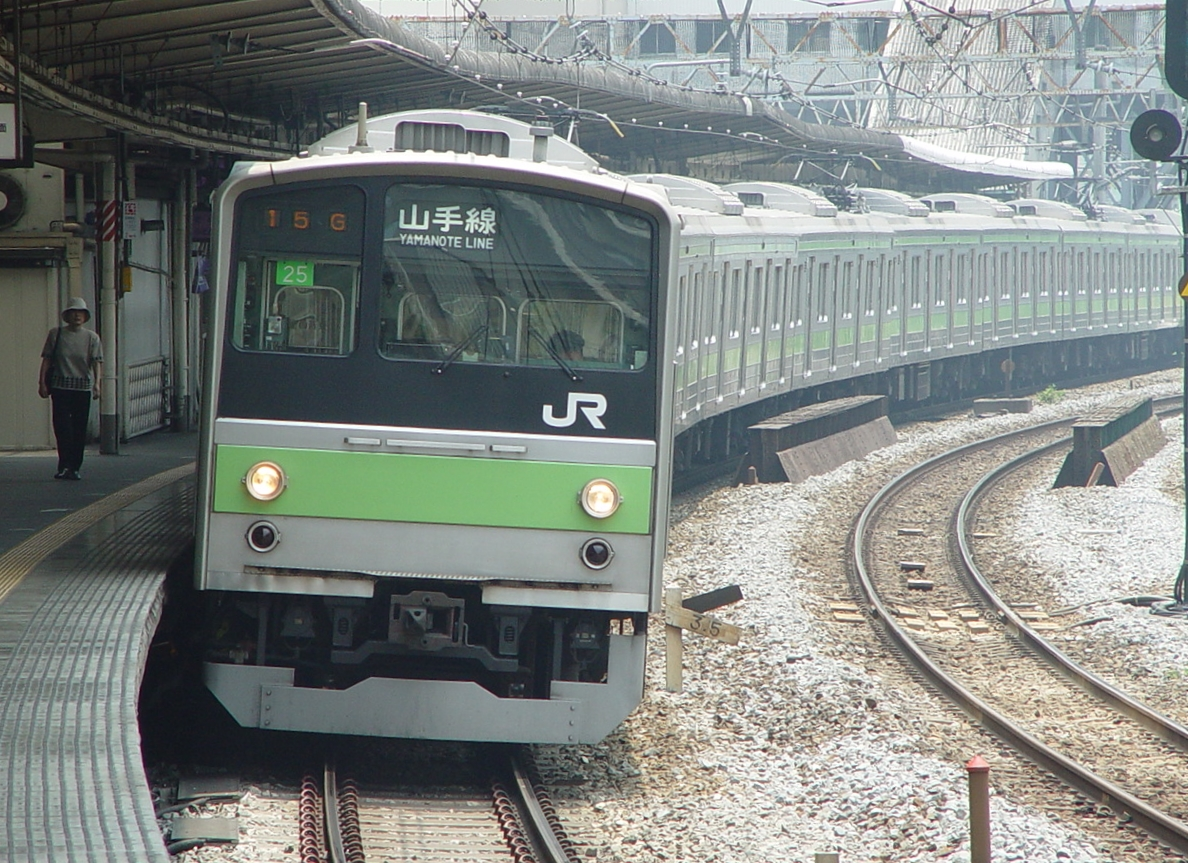
205系 （2002年6月1日）
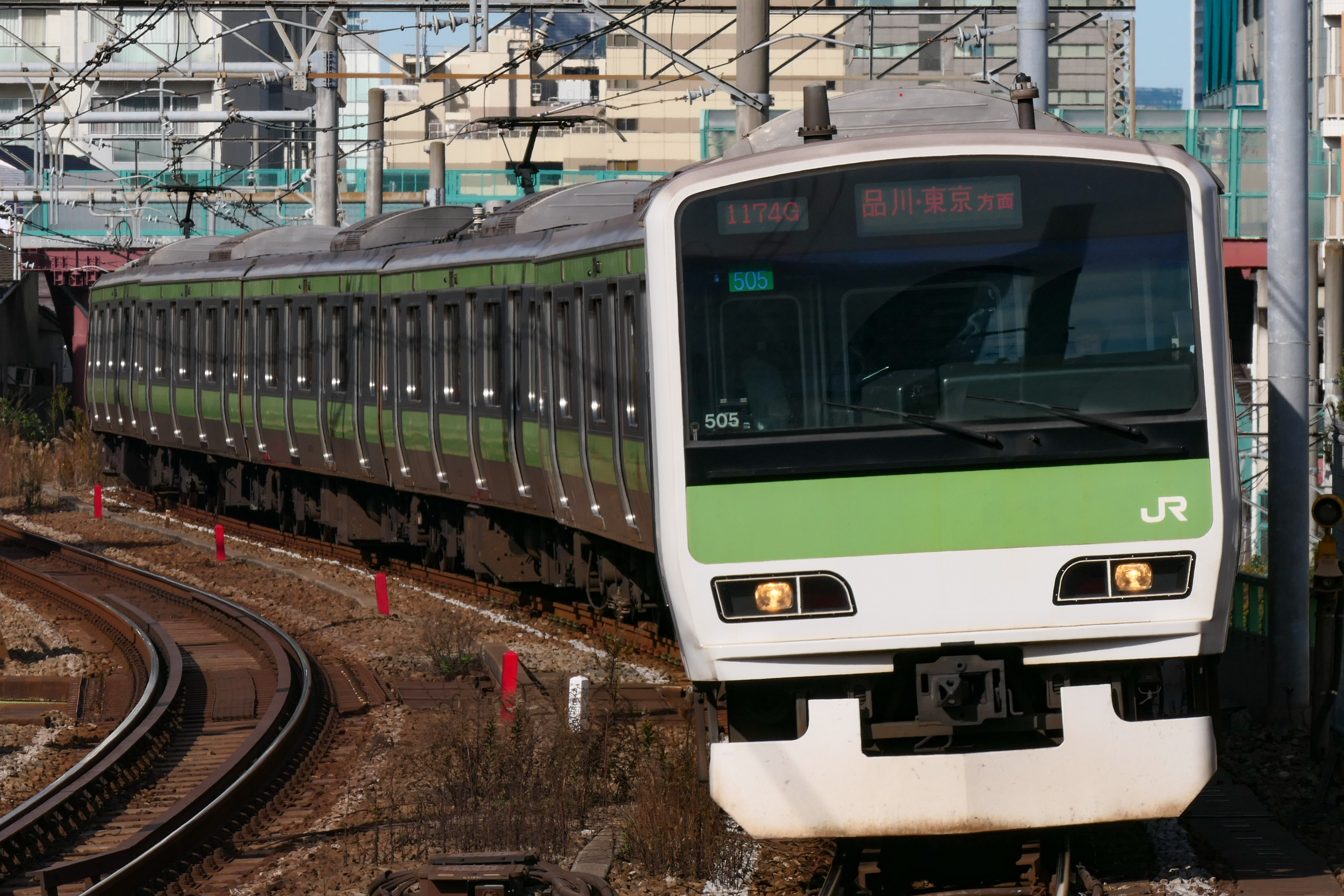
E231系500番台 （2019年12月20日 恵比寿駅 - 目黒駅間）

#### キセル編成
キセル編成とは、103系時代に存在した、中間車が非冷房車で、先頭車が自動列車制御装置 (ATC) が搭載されている冷房車でありながら冷房が使えなかった編成のことである。冷房を使用するためには大きな出力の電動発電機 (MG) が必要だが、中間車の非冷房のモハ102には冷房に対応するMGが搭載されていなかった。一方で当時山手線ではATCの整備が進められており、両端の先頭車は（ATCを搭載した）冷房つきの新車であることが多かった。このため先頭車は冷房車であるが、MGが対応できていないために冷房が使えないということが発生した。

#### 6扉車
205系の10号車、E231系の7・10号車には片側が6扉の車両が連結されていた。平日の始発から朝10時までは混雑緩和のため座席が収納され使用できないが、朝10時を過ぎた時点で座席を使用することができた。土・休日は終日座席を使用できた。しかし、山手線の混雑緩和が進んだことから2010年2月19日からは座席収納を取りやめ、座席の利用が終日可能になった。なお、後述のホームドアの設置に伴い、2011年9月4日までに6扉車が4扉車へ完全に置き換えられたほか、ホームドア対応機器の設置が予定されている。この置き換えのため、4扉の付随車104両が新造されている。この付随車は1人あたりの座席幅を既存車より10 mm広い460 mmとし、台車や空調、VISなどは廃車流用品を用いている。

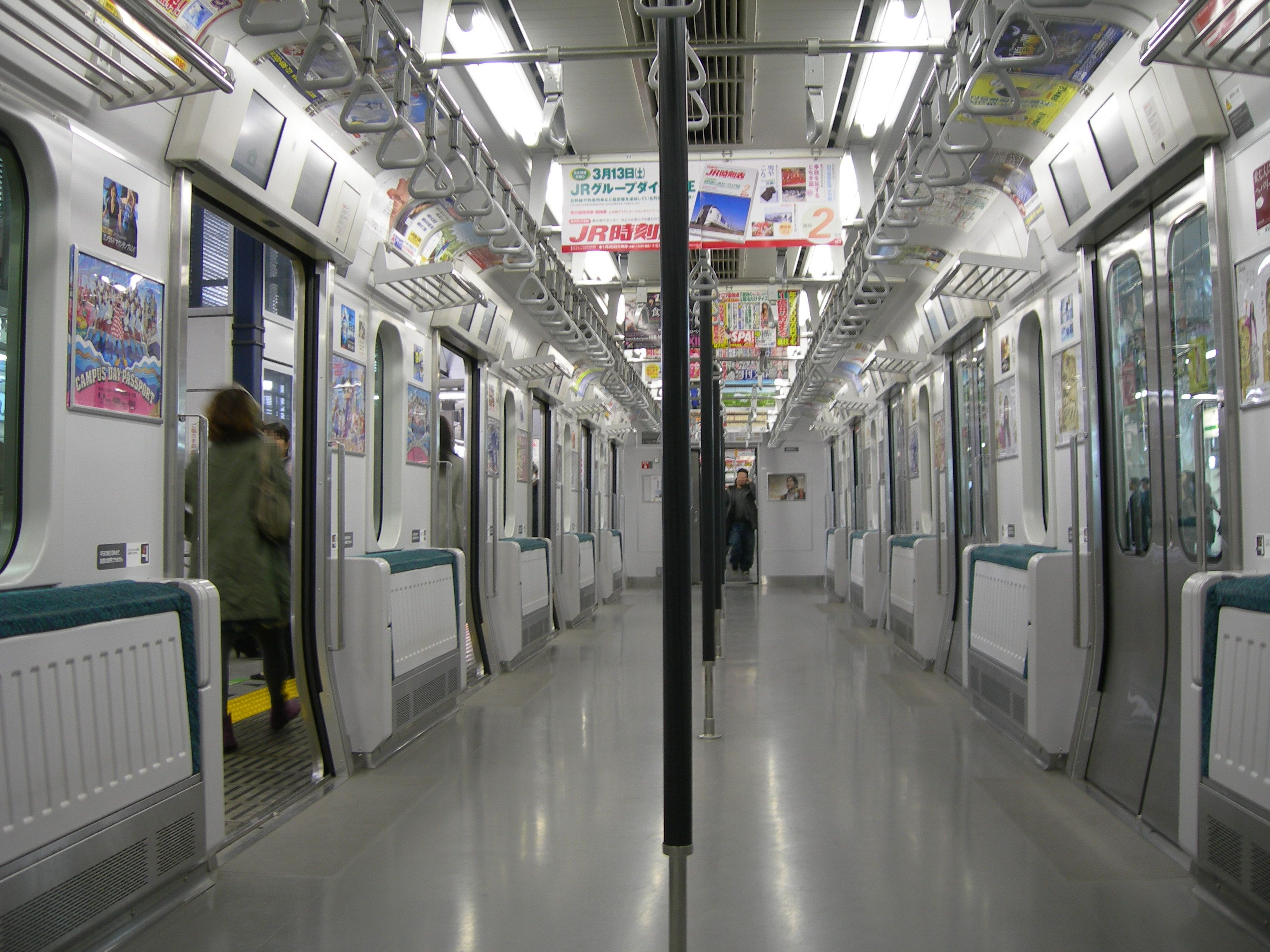
座席を収納したE231系の6扉車

### 特別塗装・ラッピング車両・ADトレイン
山手線では以下のような特別塗装・ラッピング車両・ADトレインが運行された。
- JR発足記念で103系5色の「おもしろ列車」（1987年4月11・12日）[75] - ATC搭載の都合上、先頭車は京浜東北線用の青と山手線用の緑。この列車のために塗装したのではなく、既存の各色の車両を首都圏から集めて編成。
- ピクチャートレイン美術館[JR 13][JR 14][JR 15][JR 16][JR 17][JR 18][76] - 山手線車両のうち1編成の車内広告スペースを東京都内の盲学校・ろう学校・特別支援学校・特別支援学級の児童・生徒たちによる絵画作品で統一するもので、2001年から2009年の障害者週間前後に運転[注釈 19]）
- ゲームセンターCXのアドトレイン（2008年）
- 山手線命名100周年記念として、旧型国電風のこげ茶色のラッピングをした車両[10]（2009年）
- Suica10周年「ペンギントレイン」（2011年）[JR 20] - 12月上旬から2週間限定。
- 103系電車導入50周年の「みどりの山手線ラッピングトレイン」[JR 21]（2013年、トウ545編成） - 約1年間運行。なお、夏休み期間中の2週間はリラックマも貼られた[77]。
- 東京駅開業100周年記念の「赤レンガラッピングトレイン」[JR 22]（2014年11月）
- すみっコぐらし5周年記念「すみっコぐらし×やまのてせん」[78][79]（2017年、トウ546編成）
- リラックマ15周年記念「リラックマごゆるり号」[80]（2018年8月、トウ545編成）
- 鉄道開業150周年記念の「NETFLIXとのコラボラッピングトレイン（黒い山手線）」（2022年）
- Suicaペンギン号（2024年・トウ26）[81] - 3月下旬の2週間限定。

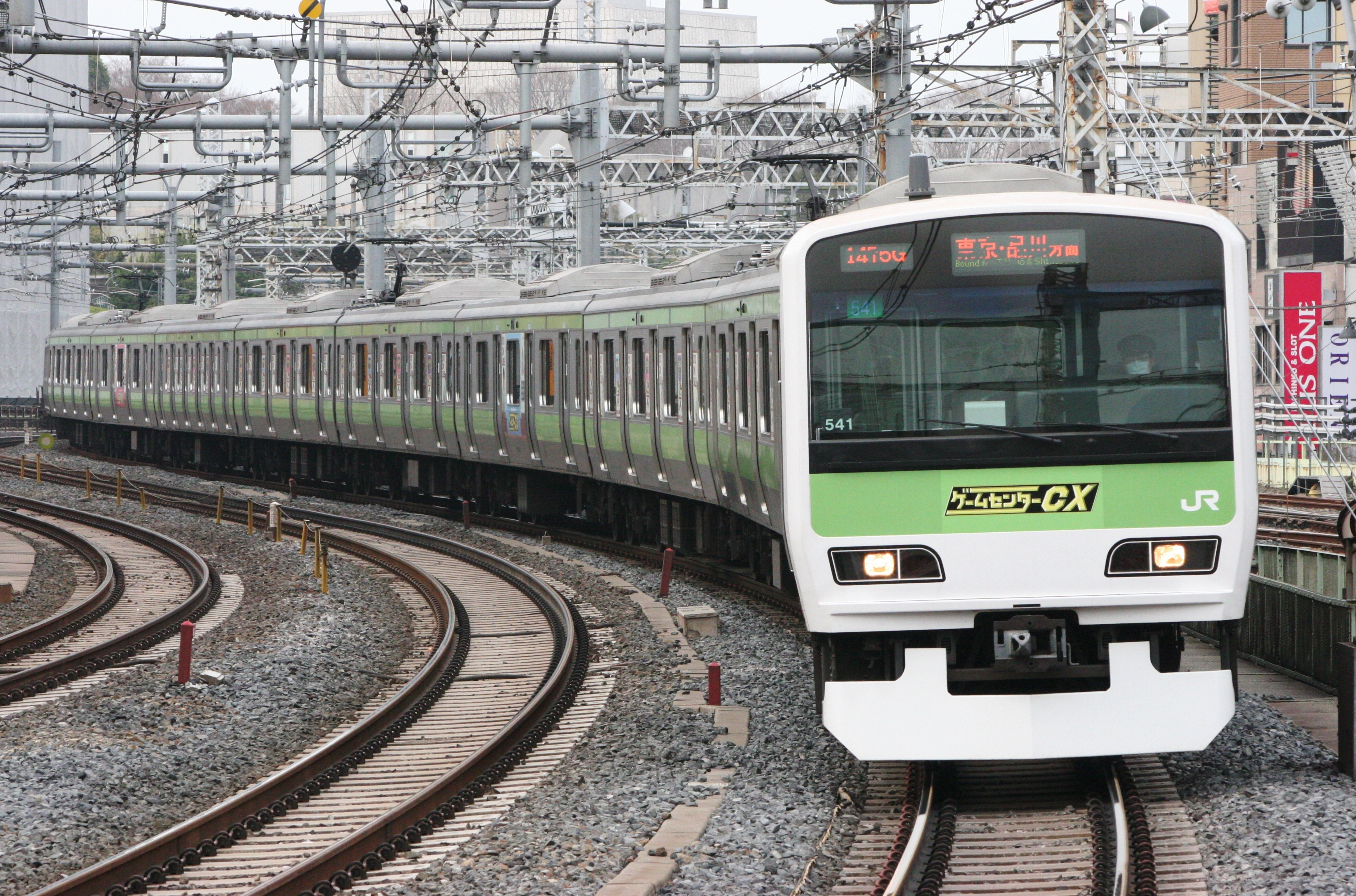
ゲームセンターCXラッピング車（トウ541編成）
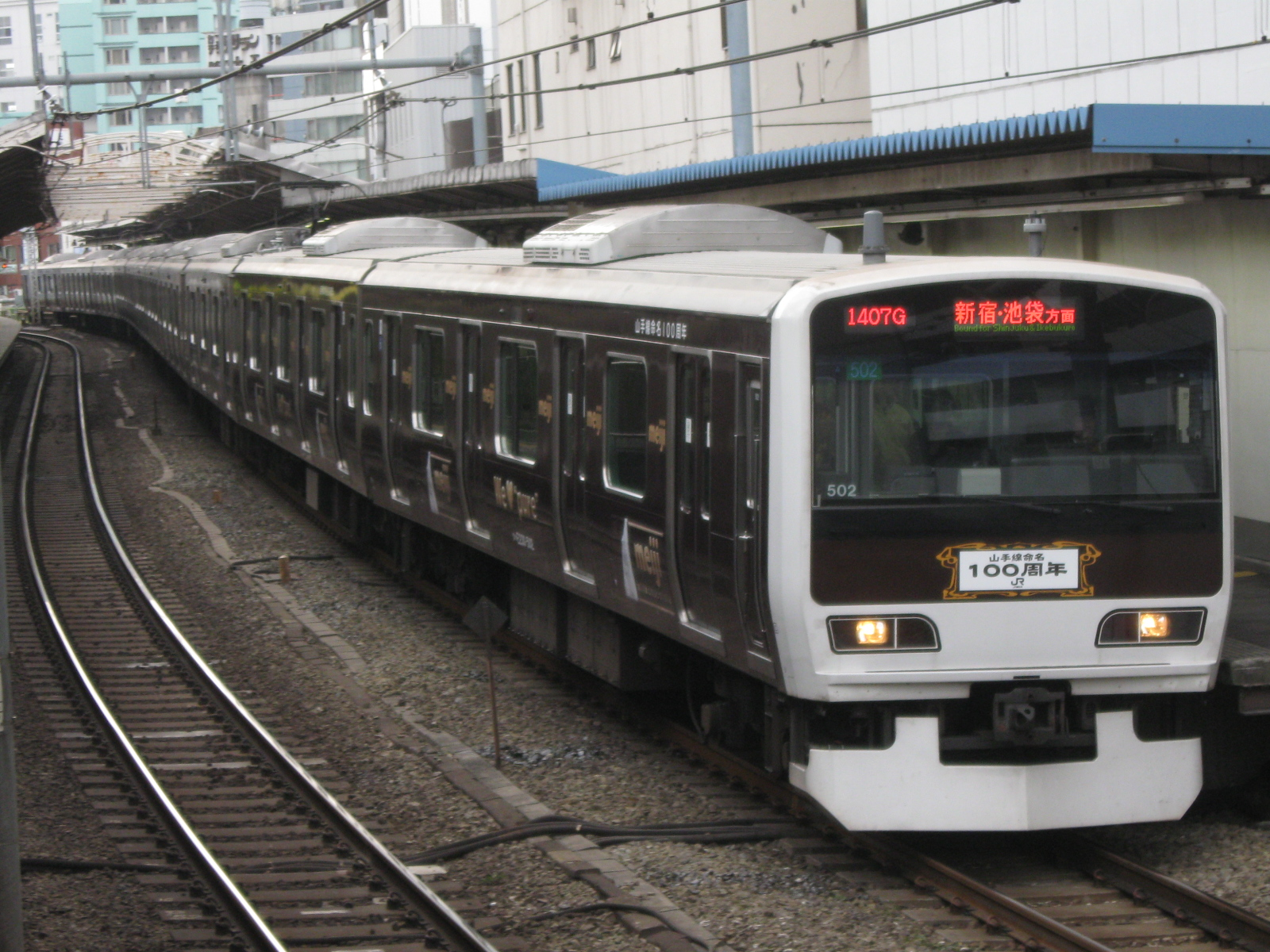
旧型国電風ラッピング車（トウ502編成）
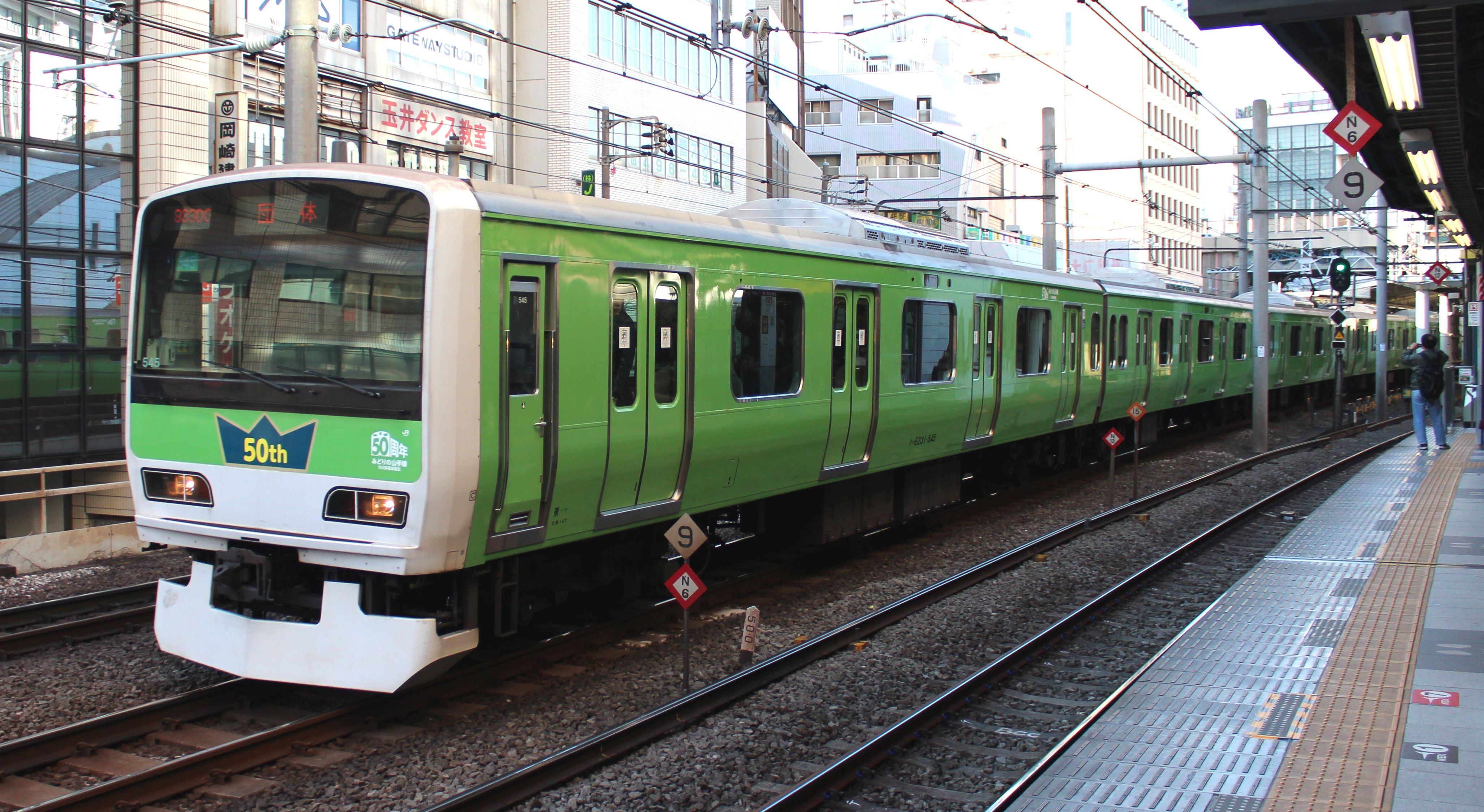
みどりの山手線ラッピングトレイン（トウ545編成）
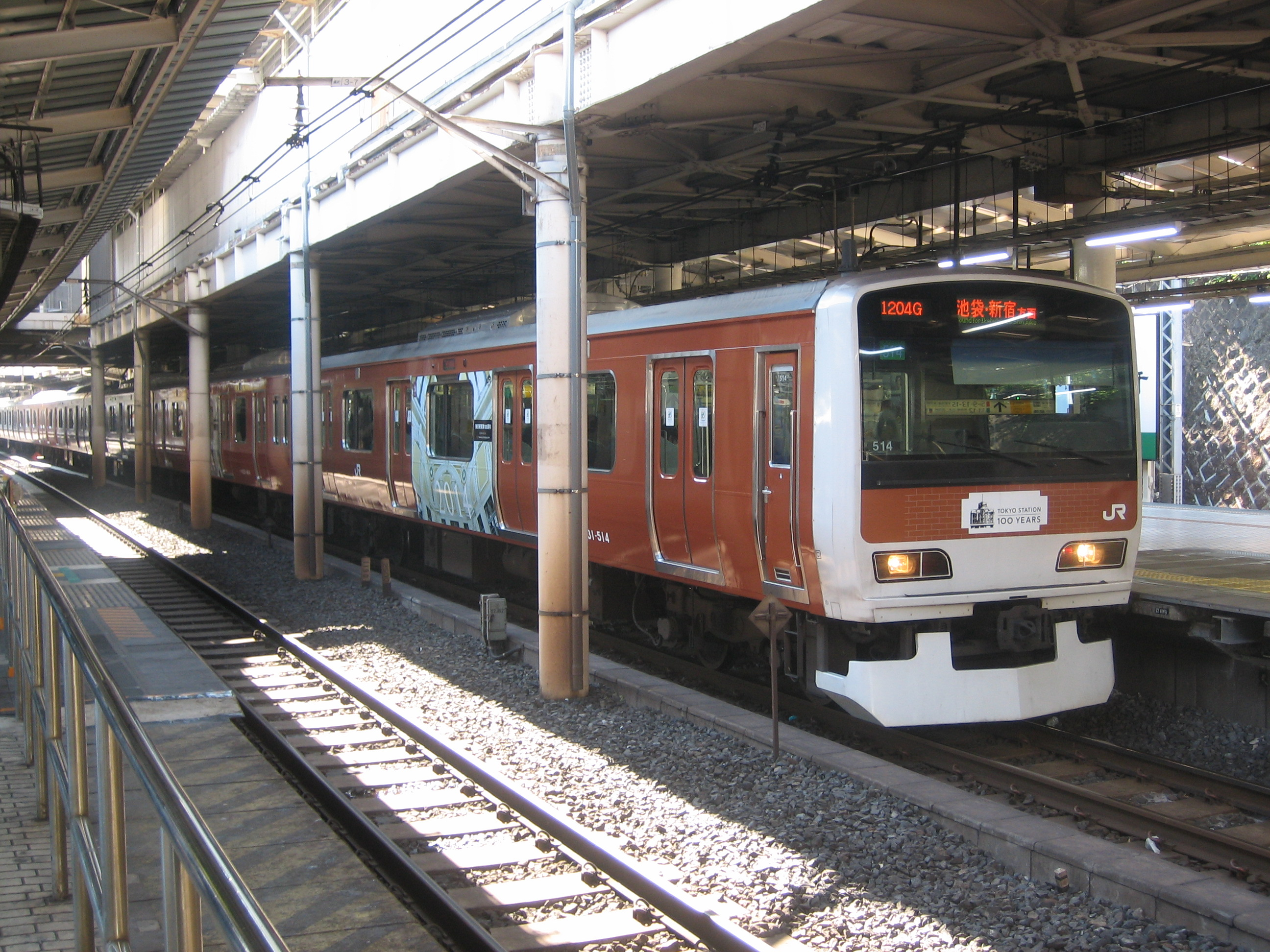
赤レンガラッピングトレイン（トウ514編成）
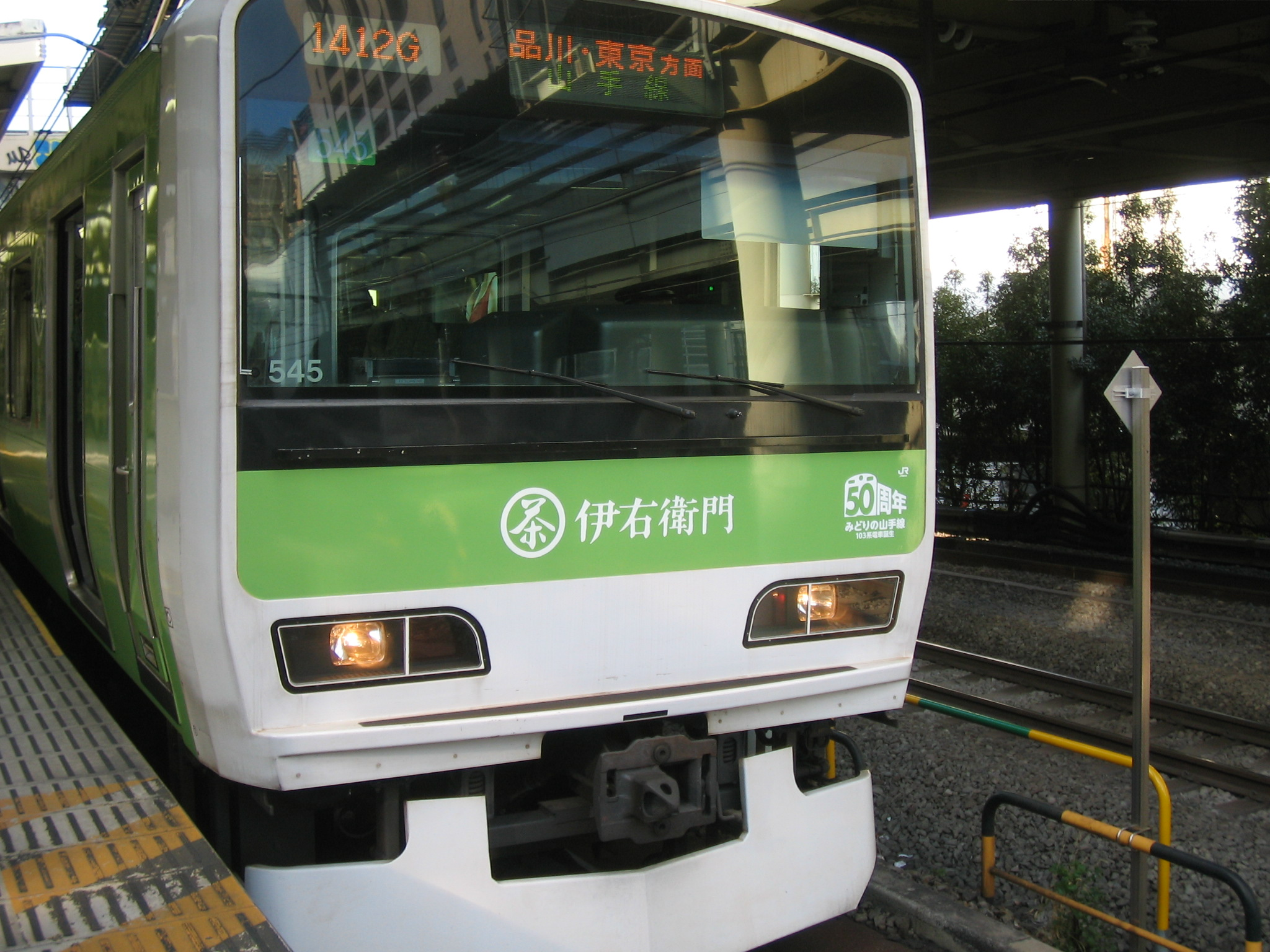
伊右衛門のラッピング車

## 沿線概況
山手線一周の線路・沿線の概況を、品川駅を起点に外回り方向に記述する。なお近接する地下鉄路線は原則省略する。

### 品川駅 - 新宿駅間
東海道新幹線と京急本線が接続する品川駅を出ると、京急本線と国道15号（第一京浜）をくぐり、500メートルほど京浜東北線・東海道線・横須賀線・東海道新幹線と並行して掘割を南方向へ進む。やがて大きく右へカーブして東海道線・京浜東北線と分かれて横須賀線・東海道新幹線とともに目黒川を渡る。その先、横須賀線上にある旧目黒川信号場で、新宿・池袋方面発着の特急「成田エクスプレス」が走行する山手貨物線が横須賀線から分岐。横須賀線（品鶴線）・東海道新幹線が左方向へ離れ、山手貨物線は以降、田端駅手前まで電車線に並行する。車両基地である東京総合車両センターからの引込線が左手から合流すると大崎駅。山手貨物線を挟んで西側には品鶴線につながっている大崎支線があり、その線路上に湘南新宿ライン・埼京線・東京臨海高速鉄道りんかい線のホームが設けられている。
大崎駅を出ると大崎支線が山手貨物線に合流し、湘南新宿ラインや埼京線電車などは同貨物線を走行する。北西方向へ進み、目黒川を再度渡ると、西側から伸びてくる東急池上線のホームをくぐり、五反田駅へ。同駅は国道1号（桜田通り）をまたぐ形で設けられている。首都高速2号目黒線をくぐり北方向に進路を変えると、駅ビルの直下に設けられた目黒駅。地下ホームに発着する東急目黒線・東京メトロ南北線・都営地下鉄三田線との接続駅である。都道312号（目黒通り）をくぐって北進すると山手貨物線が電車線の下をくぐって左側から右側へ移る。恵比寿ガーデンプレイスの西側を抜けると恵比寿駅。同駅は1996年（平成8年）に山手貨物線ホームが設けられ、2002年（平成14年）のりんかい線開業まで埼京線の起点駅となっていた。都道416号（駒沢通り）をまたぎ、北北西に進むと都心西側のターミナル駅のひとつである渋谷駅に至る。JRの駅は山手貨物線ホームと電車線ホームが大きくずれた場所にあったが、2020年6月1日にホームが並列となった。また電車線ホームの直上に首都高速3号渋谷線と東京メトロ銀座線ホーム、直下に国道246号が交差しており、電車線ホームの西側に京王井の頭線の駅がある。このほか地下には東急田園都市線・東京メトロ半蔵門線・東急東横線・東京メトロ副都心線なども乗り入れている。駅周辺は渋谷の繁華街である。
渋谷駅を出ると都道305号（明治通り）や東京メトロ副都心線（地下）に沿って北上し、明治神宮の東側に差しかかると原宿駅に至る。明治神宮の最寄り駅であり、北側の山手貨物線上には皇室専用ホーム（原宿駅側部乗降場）がある。また駅東側の表参道は商店街となっている。明治神宮沿いを北上し、首都高速4号新宿線をくぐると山手線内側（右側）から複々線の中央本線（中央快速線、中央・総武緩行線）が現れて電車線と山手貨物線の間に入り、山手線電車と中央・総武線各駅停車が停車する代々木駅へ。同駅を出るとすぐに新宿駅構内の南端に差しかかり、左側から小田急小田原線が近づく。そしてタカシマヤタイムズスクエアの脇を抜けて中央・総武緩行線の西行線が山手電車線をまたぐと、都心西側のターミナルのひとつである新宿駅に至る。駅構内の中ほどで東西方向に伸びる国道20号（甲州街道）がまたいでいる。駅西側には京王電鉄と小田急電鉄の駅があり、それぞれ京王百貨店・小田急百貨店を併設。またJRの駅舎もデパートのルミネ・ルミネエストを併設している。駅西側は高層ビルが立ち並ぶ西新宿のビジネス街、東側は新宿三丁目や歌舞伎町の繁華街が広がっている。

### 新宿駅 - 田端駅間
新宿駅を出ると「新宿大ガード」で都道4号（靖国通り）をまたぐ。西武新宿駅の西側で山手電車線が中央快速線をまたぎ、中央本線が北西方向へ分かれていく。ここから高田馬場駅まで西武新宿線と並行する。都道433号（大久保通り）をまたぐ手前に新大久保駅がある。周辺にはコリア・タウンが広がり、中央・総武緩行線の大久保駅とは300メートルほどの距離である。病院や学校が立ち並ぶ中を北上すると学生の街・高田馬場にある高田馬場駅。山手貨物線にはホームがないが、西武新宿線との接続駅となっている。都道25号（早稲田通り）と、西へ向かう西武新宿線を跨ぐと北北東に進み、学習院大学の西側に位置する目白駅。駅のすぐ北で都道8号（目白通り）をくぐる。西側から現れた西武池袋線をくぐり、同線と並行すると都心北西部のターミナルで渋谷・新宿と並ぶ池袋の繁華街に囲まれた池袋駅に至る。JRの駅の西側に東武東上線、東側に西武池袋線の駅があり、東武百貨店・西武百貨店を併設。また山手線の運行上の拠点のひとつであり、車両基地（池袋運輸区）への引込線が分岐している。
池袋駅を出ると、山手貨物線から埼京線（赤羽線）が分岐し、山手線（電車線と山手貨物線）は東へと方向を変える。首都高速5号池袋線をくぐり、住宅街の中を東南東へ進むとまず大塚駅がある。同駅では東京都心で唯一となった路面電車・都電荒川線と接続する。続いて掘割を東北東へ進み、国道17号（白山通り）をくぐると巣鴨駅。「とげぬき地蔵」こと高岩寺の最寄駅で、周辺には高齢者でにぎわう地蔵通り商店街がある。さらに掘割を進むと都道455号（本郷通り）をくぐると駒込駅。同駅は都立六義園の最寄り駅となっている。山手線電車線で唯一の踏切を通過すると、湘南新宿ラインが走行する山手貨物線が電車線の下から中里トンネルを潜り左側にカーブして離れ、電車線は反対に右側にカーブし上野方面を目指す。左側から現れた高架の東北・上越・北陸新幹線（以降まとめて「東北新幹線」）と並行し、京浜東北線の北行・南行線路の間に挟まれる形で25 ‰の勾配を下ると田端駅。周辺には新幹線の車両基地や貨物列車用の田端信号場駅が広がっている。

### 田端駅 - 東京駅間
田端駅から東京駅までは、正式には東北本線の電車線を走行する区間となり、山手線電車は京浜東北線の北行・南行線路に挟まれて南へ進む。田端駅を出ると800メートルほどで東京メトロ千代田線と接続する西日暮里駅。同駅手前から左側の東北新幹線の向こう側に複々線の東北列車線（宇都宮線・高崎線）の線路が現れて並行し、西日暮里駅を出てさらに進むと京成本線と常磐線が東側から現れて日暮里駅に至る。同駅では、ほかに日暮里・舎人ライナーも接続するが、宇都宮線・高崎線に駅はない。また東北新幹線は同駅付近から地下に潜る。日暮里駅から上野駅までは山手線、京浜東北線、宇都宮線・高崎線、常磐線を合わせて10本5複線の線路が並行しており、これらの線路を京成本線がまたぐ。都道319号（言問通り）を潜ると東側にある上野恩賜公園の脇に差しかかり、山手・京浜東北線の鶯谷駅へ。公園沿いに右へカーブし、宇都宮・高崎、常磐の各線の線路が高架線と地上線に分かれると、東北・信越各方面へのターミナル駅である上野駅に至る。宇都宮線・高崎線と常磐線はかつて同駅を運行上の起点としていたが、2015年（平成27年）3月14日にはこれらの線路が東京駅までつながった（上野東京ライン）。また地下には東北新幹線のホームもあり、かつては新幹線も上野駅を始発駅としていた。駅西側には上野恩賜公園が広がり、京成本線は同公園の地下を通ってJR上野駅南西にある京成上野駅に発着している。
上野駅を出ると山手線は京浜東北線・東北新幹線と並行して高架上を南下し、東京駅を目指す。左側には上野東京ラインの線路がある。また100メートルほど東側に首都高速1号上野線が並行している。右側のアメ横通りに沿い、都道453号（春日通り）をまたぐと御徒町駅。そのまま市街地の中を南下すると、総武緩行線との交差地点にある秋葉原駅へ。駅周辺の秋葉原は電気街となっているほか、サブカルチャー関連の店も並んでいる。また常磐新線として建設されたつくばエクスプレスが同駅の地下に発着している。秋葉原駅からは東北新幹線が地下から地上に現れ、駅を出るとすぐに神田川を渡る。都道302号（靖国通り）をまたぐと山手線内側から中央線が近づき、国道17号（中央通り）を跨いで神田駅。上野東京ラインは同駅付近では新幹線のさらに上の高架を通る。上野東京ラインが山手線と同じ高さまで下りると、首都高速都心環状線をくぐり、今度は右側の中央線が高々架に上がる。また北東側からは地下を走る総武快速線が近づく。そして国道1号（永代通り）をまたぐと東京駅に至る。同駅は東北新幹線・東海道新幹線と東海道線・中央線、地下ホームに発着する京葉線の始発駅となっているターミナル駅で、さらに正式な路線名としては東北本線・総武本線の起点でもある。皇居側（丸の内口）には赤レンガ駅舎を備え、反対側の八重洲口では高層ツインタワーのグラントウキョウが建設されるなどのリニューアルが進められている。

### 東京駅 - 品川駅間
東京駅から品川駅までは正式には東海道本線の区間となり、引き続き京浜東北線に挟まれて高層ビルが林立する中を南南西方向へ進み、左側には東海道線（列車線）と東海道新幹線が並行、また地下には総武快速線と直通運転を行う横須賀線の線路が通っている。東京国際フォーラムの東を通り過ぎると有楽町駅。駅の東側には銀座の繁華街が広がっている。有楽町センタービル（マリオン）の横を過ぎると、新幹線のさらに左側に東京高速道路（KK線）が並行し、同道路が左にカーブして離れると新橋駅に至る。同駅の南東はかつての初代新橋駅、のちの汐留貨物駅の跡地であり、現在は汐留シオサイトとして再開発が行われている。新交通ゆりかもめの起点駅もその中に位置している。また新橋駅は東京駅 - 品川駅間の中間駅で唯一、東海道線・横須賀線にホームがある。
新橋駅の北東で山手線を含む各線路を支える「新永間（しんえいかん）市街線高架橋」は明治43年（1910年）に建てられた煉瓦アーチ橋で、土木学会選奨土木遺産に選定されている。
新橋駅を出ると国道15号（第一京浜）をまたぎ、高架から地平へと降りる。左側にゆりかもめが並行し、それがお台場方面へ離れていくと、空港連絡鉄道である東京モノレール羽田空港線との接続駅である浜松町駅。駅のすぐ東には旧芝離宮恩賜庭園、1 kmほど西側には東京タワーが位置する。また500メートルほど東側は海（東京港）であり、山手線でもっとも海に近い駅である。浜松町駅を出るとすぐに東京モノレールが右側から左側に移り、首都高速都心環状線をくぐる。モノレールは次の田町駅手前まで並行し、またモノレールの下には休止路線となっている東海道貨物線の用地が続く。緩やかにカーブして南西方向を向くと、モノレールが分かれていき田町駅に至る。田町駅を出て再びカーブして南へ向くと東海道線の上下線の間が離れ、間に同線の留置線が広がる。また同留置線の横で京浜東北線北行線路が山手線の外側へ移り、方向別複々線から線路別複々線に変わる。その直後に高輪ゲートウェイ駅に入る。山手線内側にはビル群を挟んで国道15号が並行。右側で都営地下鉄浅草線に直通する京急本線が地下から高架に、左側で横須賀線線路が地上に上がると、東海道線の上下線が近づいて品川駅に至る。

## 設備

### 線路と線路上の設備
山手線は、線路名称としての山手線区間（品川駅 - 田端駅間）に加え、東北本線区間（田端駅 - 東京駅間）と東海道本線（東京駅 - 品川駅）の線区を走行する。これらの他線区区間でも、山手線は専用の独立複線上を走行する。
並行する独立した線路を有する運転系統と区間
山手線と並行する区間のみ記載。（ ）内の駅は、山手線と並行するものの連絡する駅施設がない駅。
- 山手線区間
  - 山手貨物線（複線） ： 田端駅 - 品川駅間
    - 湘南新宿ライン ： 田端駅 - 池袋駅 - 新宿駅 - 渋谷駅 - 大崎駅間
    - 埼京線 ： 池袋駅 - 新宿駅 - 渋谷駅 - 大崎駅間

  - 中央線快速（複線） ： 新宿駅 - （代々木駅）間
  - 中央・総武緩行線（複線） ： 新宿駅 - 代々木駅間
- 東北本線区間
  - 上野東京ライン（複線） ：東京駅 - 上野駅間
  - 宇都宮線・高崎線（複線） ： 上野駅 - （日暮里駅）間
  - 常磐線（複線） ： 上野駅 - 日暮里駅間
  - 東北新幹線（複線） ： 東京駅 - 上野駅 - （田端駅）間
  - 京浜東北線（複線） ： 田端駅 - 東京駅間
    - 田端駅 - 東京駅間は、各駅で京浜東北線と山手線が同一ホーム上で同一方向の電車が発着する方向別配線となっており、京浜東北線が外側、山手線が内側である。両線が各駅停車で運転する時間帯は同一ホーム上での先発列車に乗車ができる。また、京浜東北線が快速運転する時間帯では、各駅停車の山手線との同一ホーム上での緩急乗り換えが可能であるが、運転間隔や停車時間の関係で必ずしも快速が先着するとは限らない。

  - 中央線（複線） ： 東京駅 - 神田駅間
- 東海道本線区間
  - 東海道線（複線） ： 東京駅 - 新橋駅 - 品川駅間
  - 横須賀線（複線） ： 東京駅 - 新橋駅 - 品川駅間
  - 東海道新幹線（複線） ： 東京駅 - 品川駅間
  - 京浜東北線（複線） ： 東京駅 - 品川駅間
    - このうち、東京駅 - 田町駅間は、各駅で京浜東北線と山手線が同一ホーム上で同一方向の電車が発着する方向別配線となっており、京浜東北線が外側、山手線が内側である。両線が各駅停車で運転する時間帯は同一ホーム上での先発列車に乗車ができる。また、京浜東北線が快速運転する時間帯では、各駅停車の山手線との同一ホーム上での緩急乗り換えが可能である。なお、品川駅や高輪ゲートウェイ駅は配線の都合上山手線と京浜東北線のホームが独立しているため、京浜東北線の快速は田町駅にも停車し、乗り換えの案内も田町駅と品川駅で行われる。

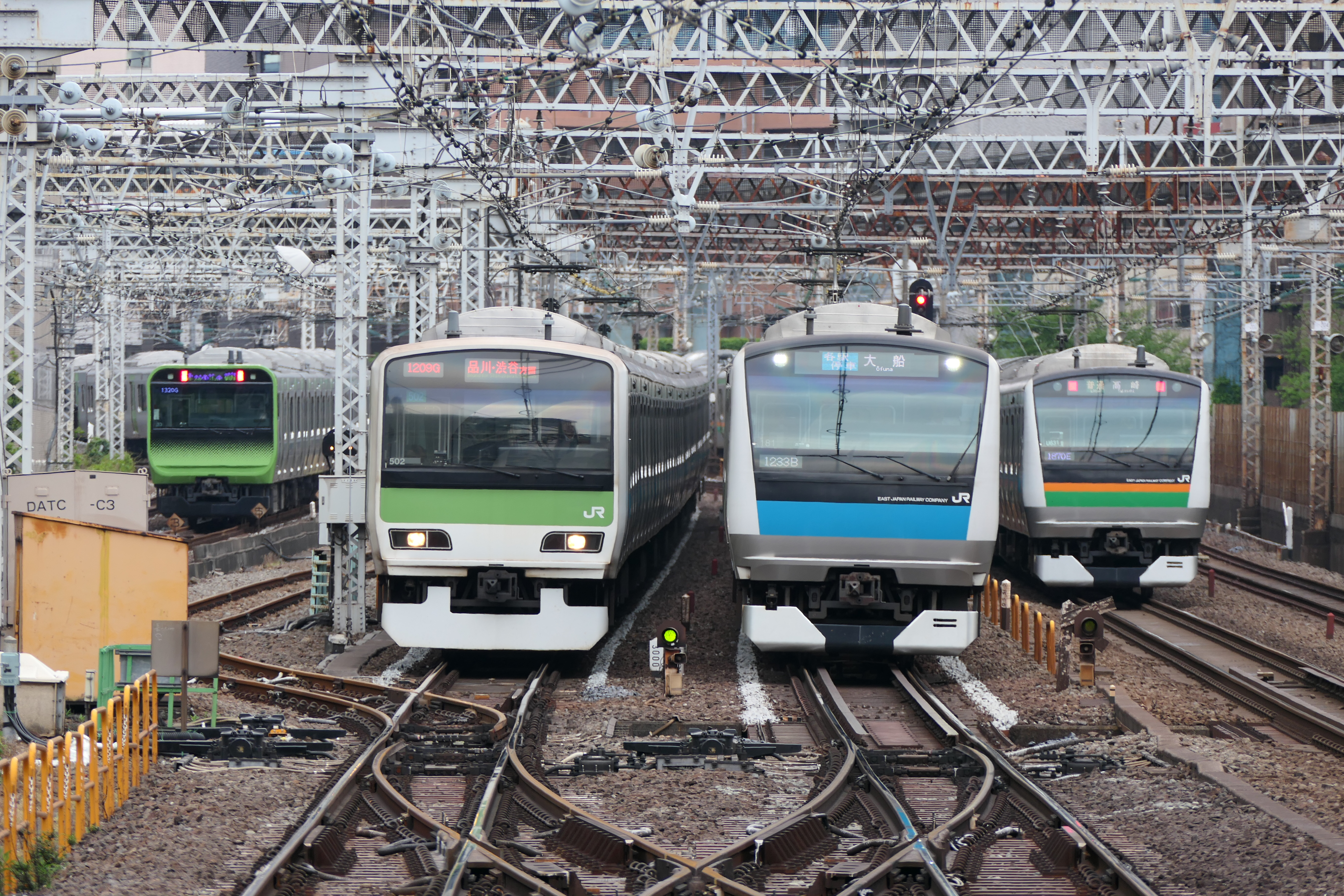
田端駅 - 東京駅 - 田町駅間では京浜東北線と方向別運転になる（2019年4月27日 田町駅）
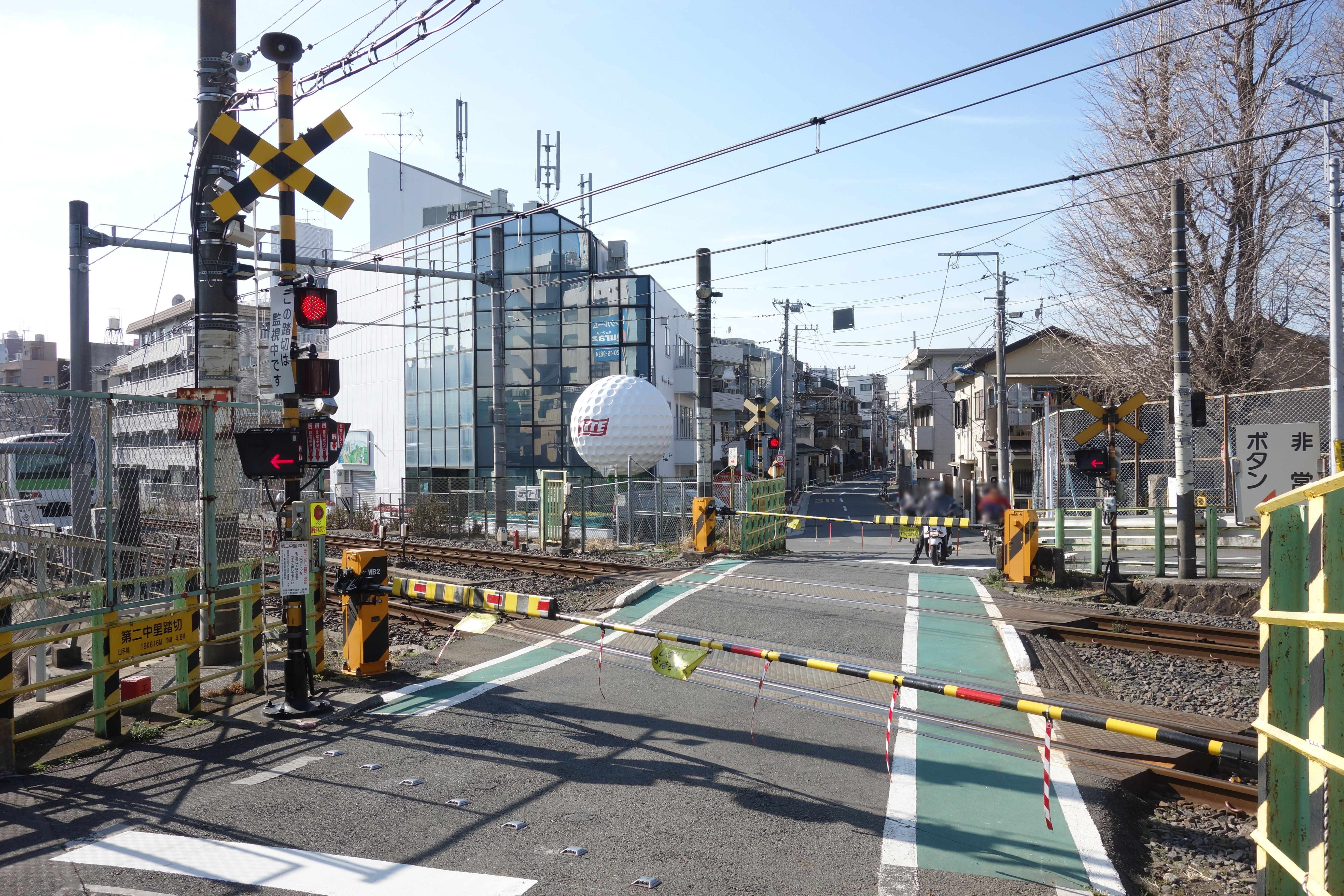
山手線に現存している第二中里踏切（2016年2月）。撮影者の後方で山手貨物線がこの道路下をくぐっている。

なお、各駅で連絡する鉄道路線は、本節には記さない。駅一覧を参照。

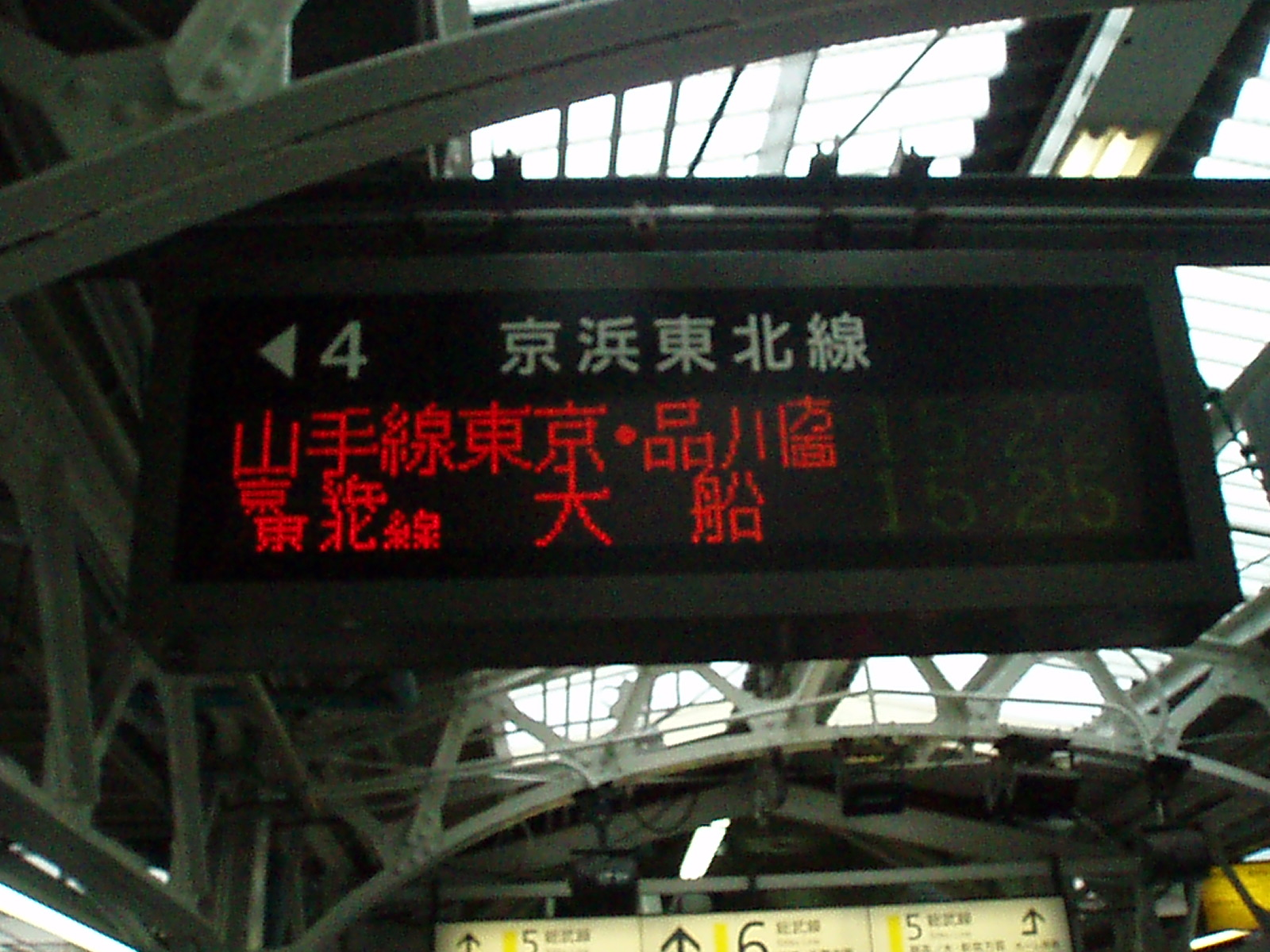
山手線リフレッシュ工事中の発車標（秋葉原駅）。京浜東北線のホームを使い、交互に運転されている。

1988年3月13日に京浜東北線で日中に快速運転が開始されるまでは、田端駅 - 東京駅 - 田町駅間（厳密には田端駅南側の渡り線と田町駅北側の渡り線との間）で日中の閑散時間帯に同線の電車と交互に同一の線路を走行させ、使っていない側の線路で保守工事を行っていた。使用する線路は1か月ごとに交代していた。中間の各駅では、たとえば、当時存在していたホームの路線名案内看板の番線表示が「[3]←｜[3]←」「[3]←｜→[4]」「→[4]｜→[4]」のように矢印つきで切り替え可能（島式ホームの反対側に矢印を向けられる）になっていて、時間帯や月によって表示する番線を変えていた。その後も年に数日程度「リフレッシュ工事」と称してこの区間の保守点検作業を日中10 - 16時ごろの間に行うことがあり、その間は京浜東北線も各駅停車で運転して、山手線と京浜東北線が同一の線路を走行する。そのために山手線11両編成化後はこの区間の京浜東北線ホームも11両対応に改修された。なお、両線の転線は現在でも田端駅・田町駅のポイントで行われている。
軌道はTC型省力化軌道が採用されている。架線はインテグレート架線が用いられている。
踏切は、貨物線のものを除けば、田端駅 - 駒込駅間の「第二中里踏切」が唯一のもので、ピーク時の遮断時間が1時間当たり40分超になるため、国土交通省から開かずの踏切に指定されている。これについて、東京都北区とJR東日本は踏切の改良方法を検討していた。その結果、2020年11月27日に行われた東京都北区建設委員会において、東京都が事業主体である都市計画道路補助92号線の完成後に撤去する方針を決めた。計画は山手線の上に橋梁を建設して道路を結ぶものであり、2021年3月5日に着手した。2024年度ごろに橋の工事を着工し、2029年度に完了する予定。第二中里踏切の廃止によって山手線の踏切は全廃となり、JR東日本による山手線の自動運転化に向けた整備が進むとみられている。なお、1993年3月31日までは歩行者専用の「第一中里踏切」が第二中里踏切の駒込寄りに存在し、2005年1月12日までは池袋駅 - 目白駅間に「長崎道踏切」があった。
跨線橋は、アメリカ橋（恵比寿南橋）などがある。
トンネル（隧道）は、かつて駒込駅 - 田端駅間に「道灌山隧道」、目黒駅 - 五反田駅間に「永峰隧道」があったが、現在は環状運転線上からは消滅している（貨物線のトンネルは後述）。

### 各駅の設備

#### ホーム上の諸設備
各駅には乗車位置の案内が掲示されている。東京の路線の乗車位置案内は東京メトロ・都営地下鉄では駅に多数掲示されているが、JR東日本では珍しい例となった。その後、ドア幅より長い乗車位置テープが設置され、京浜東北線など他路線でも色違いの同型が採用された。
各駅のホームには時刻表が掲示されているが、始終発の時刻しか掲載されておらず、余ったスペースを出口や乗換案内に活用している。また、早朝や深夜以外は運転間隔が短いため、LED式発車標はホーム以外に設置されていない駅が多い。

#### ホームドアの導入

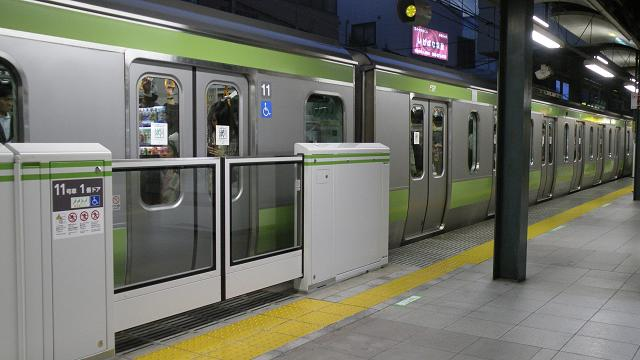
恵比寿駅に先行設置されたホームドア。6扉車連結位置は未設置。

山手線では、2010年から可動式ホーム柵（ホームドア）の導入を進めており、2020年3月現在では、27駅で設置が完了している。それに伴い、列車を駅の定位置に停車させるシステムである定位置停止装置（TASC）を車両側と地上側とで導入している。
山手線でのホームドア導入を決定した理由には以下の理由がある。
- JR東日本の路線の中でも利用者が多く、ホーム上での事故などが多発している
- 山手線を走行する車両の種類・形式が統一されている
- 他社線や他線区からの車両の乗り入れがない

JR東日本は2008年3月31日に発表した『グループ経営ビジョン2020 －挑む－』と称した方針の中で、乗客のホームから線路への転落事故を防止するため、JRの在来線としては初となるホームドアの導入を明らかにした。その後の発表と総合すると、駅の大規模改良が予定されている浜松町駅・新橋駅・渋谷駅・新宿駅・東京駅を除く全駅で2017年度末までの設置を目指しており、2008年6月3日の定例会見において、ホーム構造・幅員などの特徴や乗務員の取扱い誤り防止などの観点により、恵比寿駅・目黒駅の両駅を先行導入箇所とし、約2年の検証期間を経たあとに、山手線各駅への導入を進めることになり、2010年度には、両駅でホームドアの使用を開始した。その後、2012年度には大崎駅と池袋駅で、2013年度には巣鴨駅・駒込駅・大塚駅・目白駅・高田馬場駅・新大久保駅・田町駅、2014年度には御徒町駅・鶯谷駅・田端駅・有楽町駅・原宿駅・五反田駅・西日暮里駅、2015年度には秋葉原駅・代々木駅・上野駅・神田駅・日暮里駅、2016年度には品川駅、2020年度には東京駅に導入されている。
これに関連して、上野東京ラインの開業による混雑率の低下および西日暮里駅 - 浜松町駅間で乗り入れる可能性がある京浜東北線の電車との関係により、2010年2月19日より編成に組み込まれた6扉車の4扉車への置き換え（置き換え期間中の6扉車の平日朝の座席格納は中止）や、床下にホームドア対応機器の設置が進められ、両駅間の6扉車だった停車位置へのホームドア設置は置き換え後に開始されている。
なおホームドアにあるウグイス色のラインは、誤乗防止のため内回りと外回りで表記が異なり、内回り側は単線、外回り側は二重線である。
ホームドアの高さは、乗客の寄りかかりや乗越え、車掌から見た車両とホームドアの視認性、安全性などを考慮して1,300 mmとし、開口幅は、車両の扉の開口幅の1,300 mmと定位置停止装置 (TASC) が±350 mmの精度であるのを考慮して2,000 mmとしている。ホームドアの厚さは、ホームの通路幅や建築限界離隔を考慮して、本体部150 mm、センサー部90 mmとしており、駆動機構の薄型化が図られている。また、ホームドアには、引き込み検知装置・支障物センサー・戸挟み検知装置などにより、人や物が挟まれた場合はホームドアを開かせる安全装置と非常時においてホームドアを開かせる非常解錠スイッチを備えているほか、火災や故障などで列車が駅の定位置に停車できなかった場合は、乗客を安全に誘導するための緊急脱出口を備えている。ホームドアの扉は、乗客が乗車前に足元の安全を確認して安心して乗車できるようにガラス製としている。
ホームドアの開閉のシステムは、車両側に搭載されたホームドア車上子から地上側に設置されたホームドア情報伝送地上子（PO地上個子）との間で通信を行いホームドアと車両の扉が連動して開閉を行う。また、ホームドアの状態を遠隔故障監視システムにより遠隔監視することで、故障の早期復旧と連絡体制の強化を図っている。

### 発車メロディ
現在山手線の各駅で使われている発車メロディは以下の通りである。
"JRE-IKST-"で始まるJR東日本管理曲の管理名称については鉄道モバイルとJR東日本のホームページにある「【発車メロディ】jr東日本管理曲一覧」による。
| 駅名                    | 外回り                                                | 外回り                                           | 内回り                                                | 内回り                                           | メロディ変更日     |
| 駅名                    | 本線                                                  | 副本線                                           | 本線                                                  | 副本線                                           | メロディ変更日     |
| ----------------------- | ----------------------------------------------------- | ------------------------------------------------ | ----------------------------------------------------- | ------------------------------------------------ | ------------------ |
| JY01 東京駅             | JRE-IKST-010-02                                       |                                                  | JRE-IKST-010-01                                       |                                                  | 2024/10/31（始発） |
| JY02 神田駅             | モンダミンCMソング                                    |                                                  | モンダミンCMソング                                    |                                                  |                    |
| JY03 秋葉原駅           | JRE-IKST-010-02                                       |                                                  | JRE-IKST-010-01                                       |                                                  |                    |
| JY04 御徒町駅           | JRE-IKST-010-02                                       |                                                  | JRE-IKST-010-01                                       |                                                  |                    |
| JY05 上野駅             | JRE-IKST-010-02                                       |                                                  | JRE-IKST-010-01                                       |                                                  |                    |
| JY06 鶯谷駅             | せせらぎ                                              |                                                  | 春（トレモロバージョン）                              |                                                  |                    |
| JY07 日暮里駅           | せせらぎ                                              |                                                  | JRE-IKST-010-01                                       |                                                  |                    |
| JY08 西日暮里駅         | JRE-IKST-010-02                                       |                                                  | JRE-IKST-010-01                                       |                                                  |                    |
| JY09 田端駅             | せせらぎ                                              |                                                  | JRE-IKST-010-01                                       |                                                  |                    |
| JY10 駒込駅             | さくらさくら                                          |                                                  | さくらさくら                                          |                                                  |                    |
| JY11 巣鴨駅             | せせらぎ                                              |                                                  | 春                                                    |                                                  |                    |
| JY12 大塚駅             | せせらぎ                                              |                                                  | 春                                                    |                                                  |                    |
| JY13 池袋駅             | ビッグカメラテーマソング（全番線バージョン違い）      | ビッグカメラテーマソング（全番線バージョン違い） | ビッグカメラテーマソング（全番線バージョン違い）      | ビッグカメラテーマソング（全番線バージョン違い） |                    |
| JY14 目白駅             | せせらぎ                                              |                                                  | 春                                                    |                                                  |                    |
| JY15 高田馬場駅         | 鉄腕アトム verA                                       |                                                  | 鉄腕アトム verB                                       |                                                  |                    |
| JY16 新大久保駅         | JRE-IKST-010-02                                       |                                                  | JRE-IKST-010-01                                       |                                                  |                    |
| JY17 新宿駅             | JRE-IKST-010-02                                       |                                                  | JRE-IKST-010-01                                       |                                                  | 2024/10/24（始発） |
| JY18 代々木駅           | JRE-IKST-010-02                                       |                                                  | JRE-IKST-010-01                                       |                                                  |                    |
| JY19 原宿駅             | JRE-IKST-010-02                                       |                                                  | JRE-IKST-010-01                                       |                                                  |                    |
| JY20 渋谷駅             | JRE-IKST-010-02                                       |                                                  | JRE-IKST-010-01                                       |                                                  |                    |
| JY21 恵比寿駅           | 第三の男                                              |                                                  | 第三の男                                              |                                                  |                    |
| JY22 目黒駅             | JRE-IKST-010-02                                       |                                                  | JRE-IKST-010-01                                       |                                                  |                    |
| JY23 五反田駅           | JRE-IKST-010-02                                       |                                                  | JRE-IKST-010-01                                       |                                                  |                    |
| JY24 大崎駅             | JRE-IKST-010-02                                       | JRE-IKST-010-05                                  | JRE-IKST-010-01                                       | JRE-IKST-010-03                                  |                    |
| JY25 品川駅             | JRE-IKST-010-02                                       |                                                  | JRE-IKST-010-01                                       |                                                  |                    |
| JY26 高輪ゲートウェイ駅 | Glorious Gateway -The Theme of TAKANAWA GATEWAY CITY- |                                                  | Glorious Gateway -The Theme of TAKANAWA GATEWAY CITY- |                                                  |                    |
| JY27 田町駅             | JRE-IKST-010-02                                       |                                                  | JRE-IKST-010-01                                       |                                                  |                    |
| JY28 浜松町駅           | JRE-IKST-010-02                                       |                                                  | JRE-IKST-010-01                                       |                                                  |                    |
| JY29 新橋駅             | JRE-IKST-010-02                                       |                                                  | JRE-IKST-010-01                                       |                                                  |                    |
| JY30 有楽町駅           | JRE-IKST-010-02                                       |                                                  | JRE-IKST-010-01                                       |                                                  |                    |

## 山手貨物線
山手貨物線（やまのてかもつせん）とは、山手線の品川駅 - 田端駅間（新宿駅経由）の電車線に並行して走る複線の通称である。略称は山貨（やまか）。現在においては主に埼京線の電車と湘南新宿ラインの列車が走行する線路である。
元来、旅客輸送の増大から、大正期に主に電車線を増設する形で複々線化が行われて成立した。田端駅（田端信号場駅）では東北本線の貨物線（東北貨物線）、大崎駅では現在の旅客ホームの北側で大崎支線へとつながり、また大崎駅 - 品川駅間の目黒川信号場では品鶴線（現在の横須賀線の経路）と合流しており、各線から流入する貨物を別の線に中継する役目を果たしていた。1960年代には当貨物線の輸送力が限界に近付いたため、外環状線の建設が計画され、1973年に武蔵野線として開業した。そのため山手貨物線の役割は薄くなり、特に1986年の埼京線乗り入れ、2001年の湘南新宿ライン運転開始以後は、日中のほとんどの列車がこの2系統の旅客列車で占められ、貨物線としての役割はかなり低下している。
現在運行されている貨物列車は、新鶴見信号場を発着して田端信号場駅を通り東北本線などへ直通する列車と、田端信号場駅から常磐線貨物支線経由で隅田川駅へ向かう列車のみである。高速貨物列車は下り列車（田端信号場駅方面）が1日6本で、そのうち隅田川駅行が3本、上り列車（大崎駅方面）が4本運行され、専用貨物列車は下り列車が2本、上り列車が1本運行されている。高速貨物列車の上下1本を除き、早朝、深夜または旅客列車の本数が少ない時間帯に運行されている。
また、天皇の行幸に際して原宿駅を発着する「お召し列車」が通る線路でもある。

### 歴史
第一次世界大戦以降、東海道本線と東北本線・常磐線方面の間の貨物輸送量は日露戦争時以上に増え、山手線は複々線化されることになった。まず品川駅 - 大崎駅間が1918年12月20日に複々線化され、1925年3月28日に全線の複々線化が完了した。このときにできた貨物線が山手貨物線である。同様の事業はほかの線区でも行われた。1929年8月21日には東海道線の貨物を分離するために品鶴線（17.8 km）が新設され、2つの貨物線の分岐点には目黒川信号場が設置された。その後、1934年12月1日には大宮操車場・田端操車場から山手貨物線を経由して新鶴見操車場（現・新鶴見信号場）に貨物列車を直通させるため大崎支線が開通し、品鶴線との分岐点に蛇窪信号場が開業した。
- 1918年（大正7年）12月20日：品川駅 - 大崎駅間開業。この区間は貨物線の増設
- 1919年（大正8年）1月28日：大崎駅 - 恵比寿駅間開業（大崎駅 - 田端駅間は電車線を増設）
- 1921年（大正10年）7月15日：恵比寿駅 - 渋谷駅間開業
- 1922年（大正11年）7月25日：渋谷駅 - 原宿駅間開業
- 1924年（大正13年）12月5日：原宿駅 - 新大久保駅間開業
  - 9月11日：新大久保駅 - 池袋駅間開業
  - 12月28日：池袋駅 - 巣鴨駅間開業
- 1925年（大正14年）3月28日：巣鴨駅 - 田端駅間開業。その後駒込駅 - 田端駅（のちに田端操駅）間貨物線を中里トンネル経由に付け替え。もともとの本線は放棄。

### 主な乗り入れ路線・列車
- 埼京線（相鉄線直通列車含む） 大崎駅 - 池袋駅間
- 湘南新宿ライン 大崎駅 - 田端駅間
- 特急列車
  - 「成田エクスプレス」 品川駅 - 新宿駅間
  - 「サフィール踊り子」 大崎駅 - 新宿駅間
  - 「踊り子」 大崎駅 - 池袋駅間
  - 「湘南」 新宿駅 - 大崎駅間
  - 東武線直通特急「日光」「きぬがわ」「スペーシア日光」「スペーシアきぬがわ」 新宿駅 - 田端駅間
    - 繁忙期は一部の臨時列車が大崎駅 - 新宿駅間を走行する。

  - 「あかぎ」 新宿駅 - 田端駅間

過去に運転されていた列車
- 「スワローあかぎ」 新宿駅 - 田端駅間
- 「スーパービュー踊り子」 大崎駅 - 田端駅間
- 「ムーンライトえちご」「フェアーウェイ」「おはようとちぎ」「ホームタウンとちぎ」「ウィークエンドあかぎ」「ホームライナー古河」新宿駅 - 田端駅間
- 「おはようライナー新宿」「ホームライナー小田原」 新宿駅 - 大崎駅間（2002年11月30日までは「湘南新宿ライナー」と称していた）

### 各系統別の停車駅比較表
品川駅 - 新宿駅 - 田端駅間について記す。
- 直通先は正式路線名。ただし（ ）内に通称を併記。
- 山手貨物線上に旅客ホームのある駅と、分岐点となる駅・施設のみ記載。駅の詳細は駅一覧を参照。
- ●：全列車停車、▲：特別快速は通過、▼：一部列車停車、｜：全列車通過、※：列車は経由しないが、運賃計算上は経由するものとして扱う、 ||：経由せず

| 駅番号            | 駅名             | 山手線                    | 埼京線                    | 相鉄線直通                                 | 湘南新宿ライン                             | 成田エクスプレス                  |
| ----------------- | ---------------- | ------------------------- | ------------------------- | ------------------------------------------ | ------------------------------------------ | --------------------------------- |
| 直通先            | 直通先           | 東海道本線（田町方面）←   | りんかい線（大井町方面）← | 東海道本線（品鶴線・西大井方面←大崎支線）← | 東海道本線（品鶴線・西大井方面←大崎支線）← | 東海道本線（横須賀線・新橋方面）← |
| 走行線路          | 走行線路         | 電車線                    | 貨物線                    | 貨物線                                     | 貨物線                                     | 貨物線                            |
| JY 25 JO 17       | 品川駅           | ●                         | \|\|                      | ※                                          | ※                                          | ▼                                 |
|                   | （目黒川信号場） | \|\|                      | \|\|                      | \|\|                                       | \|\|                                       | ｜                                |
| JY 24 JS 17 JA 08 | 大崎駅           | ●                         | ●                         | ●                                          | ●                                          | ｜                                |
| JY 21 JS 18 JA 09 | 恵比寿駅         | ●                         | ●                         | ●                                          | ▲                                          | ｜                                |
| JY 20 JS 19 JA 10 | 渋谷駅           | ●                         | ●                         | ●                                          | ●                                          | ●                                 |
| JY 17 JS 20 JA 11 | 新宿駅           | ●                         | ●                         | ●                                          | ●                                          | ●                                 |
| JY 13 JS 21 JA 12 | 池袋駅           | ●                         | ●                         | ←                                          | ●                                          | \|\|                              |
| JY 09             | （田端駅）       | ●                         | \|\|                      | \|\|                                       | ｜                                         | \|\|                              |
| 直通先            | 直通先           | →東北本線（西日暮里方面） | →赤羽線（板橋方面）       | （一部埼京線直通）←                        | →東北本線（貨物線・赤羽方面）              |                                   |

### 配線
駒込駅 - 田端信号場駅間にある中里トンネルは、山手貨物線で唯一のものである。駒込駅 - 田端駅間はかつて現在の富士見橋の下を掘割ではなく、道灌山トンネルで通過していたが、電車線増設（複々線化）と貨物線の中里トンネルへの付け替えにより廃棄された。道灌山トンネルの痕跡として東側出口のポータルの角が残っており、富士見橋の東側の現内回り線の内側に飛び出している。

田端信号場駅付近にて、東北貨物線と接続される
大崎駅付近にて、東海道本線（品鶴線）と接続される

## データ

### 路線データ
路線名称としての山手線
- 管轄（事業種別）：東日本旅客鉄道（第一種鉄道事業者）・日本貨物鉄道（第二種鉄道事業者）
- 区間（営業キロ）： 品川駅 - 新宿駅 - 田端駅 20.6 km
- 駅数：17（起点・終点を含む）
  - 山手線所属駅のみに限定すると、東海道本線所属の品川駅、中央本線所属の代々木駅、東北本線所属の田端駅を除外した14駅となる。

- 複々線区間：全線（ただし、駒込駅 - 田端駅間は電車線と貨物線とで経路が異なる）

環状路線としての山手線
- 路線距離：34.5 km
  - 東海道本線（東京駅 - 品川駅）：6.8 km
  - 山手線（品川駅 - 新宿駅 - 田端駅）：20.6 km
  - 東北本線（田端駅 - 東京駅）：7.1 km

- 駅数：30
- 軌間：1,067 mm
- 複線区間：全線
- 電化区間：全線（直流1,500 V）
- 閉塞方式
列車間の間隔を確保する装置（鉄道に関する技術上の基準を定める省令の解釈基準第54条第2項第2号に規定される、一段ブレーキ制御方式の自動列車制御装置）による方法
- 保安装置：D-ATC
- 最高速度：90 km/h
- 運転指令所：東京総合指令室
  - 準運転取扱駅（異常時、入換時は駅が信号を制御）：品川駅・大崎駅・新宿駅・池袋駅・田端駅

- 列車運行管理システム：東京圏輸送管理システム (ATOS)
- 車両基地：東京総合車両センター

山手貨物線
- 区間（営業キロ）： 品川駅 - 新宿駅 - 田端駅（田端信号場駅） 20.6 km
- 軌間：1,067 mm
- 複線区間：全線
- 電化区間：全線（直流1,500 V）
- 閉塞方式：自動閉塞式
- 保安装置：ATS-P
- 最高速度：95 km/h
- 運転指令所：東京総合指令室
  - 準運転取扱駅（異常時、入換時は駅が信号を制御）：大崎駅・新宿駅・池袋駅・田端信号場駅

- 列車運行管理システム：東京圏輸送管理システム (ATOS)

全線が首都圏本部の管轄である。前身である日本国有鉄道（国鉄）の時代は、五反田駅 - 目白駅間が東京西鉄道管理局、池袋駅 - 秋葉原駅間が東京北鉄道管理局、神田駅 - 大崎駅間が東京南鉄道管理局の管轄であった。
また、全線が旅客営業規則の定める大都市近郊区間の「東京近郊区間」、東京地区の電車特定区間（E電）、特定都区市内制度における「東京都区内」（区）、およびIC乗車カード「Suica」の首都圏エリアに含まれている。また、山手線は運賃計算上も特殊な路線で、「東京山手線内」（山）の指定も受けており、山手線内の駅を発着する場合、運賃計算上の特例の影響を受けることがある。

### 利用状況
2022年度の混雑率は、内回り（新大久保 → 新宿間）で126%、外回り（上野 → 御徒町間）で115%である。
2018年度の平均通過人員（輸送密度）は113万4,963人。JR旅客6社で、輸送密度が100万人を超える唯一の路線である。
東京の都心部を環状に結ぶ首都圏屈指のドル箱路線であることから、関東の混雑する印象のある通勤路線として当路線が1位となったことがあるが、実際は内回り、外回りとも混雑率は160%を下回っている。
かつては混雑が非常に激しく、1991年度に最混雑区間の混雑率が内回りと外回りとも270%を越えた。このため輸送力の増強が喫緊の課題となり、1991年12月に11両編成へ増結された。その後も2002年度から2005年度にかけてE231系500番台を導入し、幅広車体に置き換えられたことで、1両あたりの定員数が増加した。
内回りは、1995年度に埼京線が恵比寿駅まで延伸開業したことで混雑が大幅に緩和され、1996年度に210%を下回った。その後も湘南新宿ラインの運転開始、埼京線の大崎延伸開業、東京メトロ副都心線の開業等、並行路線が充実したことによって混雑緩和が進み、2008年度に混雑率が170%を下回った。
外回りは、2007年度のダイヤ改正で1時間あたりの運転本数を25本に増加し、混雑率が210%を下回った。その後は200%前後で横ばい傾向が続き、依然として日本の鉄道路線でワーストクラスの混雑率を記録していたが、2014年度に上野東京ラインが開業したことで混雑が大幅に緩和され、2015年度に混雑率が170%を下回った。並行する京浜東北線も南行きの最混雑区間が上野駅 → 御徒町駅間から川口駅 → 赤羽駅間に変更されている。
その他の各種データは、JR東日本が公表している『会社要覧』の「輸送」の章などを参照のこと。
各駅の乗車人員は、全体的に減少傾向または微減微増を行ったり来たりしている傾向にある。急激に増加傾向にある駅は、新しく乗換駅として機能している大崎駅、日暮里駅、何らかのブームにあわせて訪れる際に利用する乗客が多い新大久保駅、両方がある秋葉原駅くらいである。

#### 混雑率の推移
近年の混雑率の推移は以下の通り。
| 年度               | 最混雑区間輸送実績    | 最混雑区間輸送実績    | 最混雑区間輸送実績    | 最混雑区間輸送実績    | 最混雑区間輸送実績  | 最混雑区間輸送実績  | 最混雑区間輸送実績  | 最混雑区間輸送実績  | 特記事項                                                    |
| 年度               | 新大久保駅 → 新宿駅間 | 新大久保駅 → 新宿駅間 | 新大久保駅 → 新宿駅間 | 新大久保駅 → 新宿駅間 | 上野駅 → 御徒町駅間 | 上野駅 → 御徒町駅間 | 上野駅 → 御徒町駅間 | 上野駅 → 御徒町駅間 | 特記事項                                                    |
| 年度               | 運転本数：本          | 輸送力：人            | 輸送量：人            | 混雑率：%             | 運転本数：本        | 輸送力：人          | 輸送量：人          | 混雑率：%           | 特記事項                                                    |
| ------------------ | --------------------- | --------------------- | --------------------- | --------------------- | ------------------- | ------------------- | ------------------- | ------------------- | ----------------------------------------------------------- |
| 1965年（昭和40年） | 24                    | 26,880                | 72,100                | 268                   | 24                  | 26,880              | 76,050              | 283                 | 内回りの最混雑区間は大崎駅 → 品川駅間                       |
| 1966年（昭和41年） | 24                    | 26,880                | 72,853                | 271                   | 24                  | 26,880              | 77,444              | 288                 |                                                             |
| 1967年（昭和42年） | 24                    | 26,880                | 73,470                | 273                   | 24                  | 26,880              | 78,830              | 293                 |                                                             |
| 1968年（昭和43年） | 24                    | 30,240                | 71,890                | 238                   | 24                  | 28,560              | 72,230              | 253                 |                                                             |
| 1969年（昭和44年） | 24                    | 30,240                | 72,300                | 239                   | 24                  | 28,560              | 78,880              | 276                 | 1969年12月20日、営団地下鉄千代田線北千住駅 - 大手町駅間開業 |
| 1970年（昭和45年） | 24                    | 31,360                | 67,900                | 217                   | 24                  | 30,240              | 75,090              | 248                 | 1971年3月20日、営団地下鉄千代田線大手町駅 - 霞ケ関駅間開業  |
| 1971年（昭和46年） | 23                    | 32,200                |                       |                       | 23                  | 32,200              | 74,100              | 230                 | 全列車が10両編成となる                                      |
| 1972年（昭和47年） | 22                    | 30,800                | 69,600                | 226                   | 23                  | 32,200              | 70,490              | 219                 |                                                             |
| 1973年（昭和48年） | 22                    | 30,800                | 69,940                | 227                   | 24                  | 33,600              | 72,080              | 215                 |                                                             |
| 1974年（昭和49年） | 22                    | 30,800                | 69,960                | 227                   | 24                  | 33,600              | 74,250              | 221                 |                                                             |
| 1975年（昭和50年） | 22                    | 30,800                | 70,600                | 229                   | 24                  | 33,600              | 75,000              | 223                 |                                                             |
| 1976年（昭和51年） | 22                    | 30,800                | 70,430                | 229                   | 24                  | 33,600              | 75,800              | 226                 |                                                             |
| 1977年（昭和52年） | 22                    | 30,800                | 70,630                | 229                   | 24                  | 33,600              | 76,000              | 226                 |                                                             |
| 1978年（昭和53年） | 22                    | 30,800                | 70,710                | 230                   | 24                  | 33,600              | 76,230              | 227                 |                                                             |
| 1979年（昭和54年） | 22                    | 30,800                | 70,990                | 230                   | 24                  | 33,600              | 76,990              | 229                 |                                                             |
| 1980年（昭和55年） | 23                    | 32,200                | 82,800                | 257                   | 24                  | 33,600              | 77,760              | 231                 | 内回りの最混雑区間を新大久保駅 → 新宿駅間に変更             |
| 1981年（昭和56年） | 23                    | 32,200                | 83,200                | 258                   | 24                  | 33,600              | 78,300              | 233                 |                                                             |
| 1982年（昭和57年） | 23                    | 32,200                | 84,870                | 264                   | 24                  | 33,600              | 79,100              | 236                 |                                                             |
| 1983年（昭和58年） | 23                    | 32,200                | 85,720                | 266                   | 24                  | 33,600              | 79,930              | 238                 |                                                             |
| 1984年（昭和59年） | 24                    | 33,600                | 86,580                | 258                   | 24                  | 33,600              | 80,730              | 240                 |                                                             |
| 1985年（昭和60年） | 24                    | 33,600                | 87,310                | 263                   | 24                  | 33,600              | 81,760              | 243                 | 1986年3月3日、埼京線池袋駅 - 新宿駅間延伸開業               |
| 1986年（昭和61年） | 23                    | 32,200                |                       |                       | 24                  | 33,600              | 82,350              | 245                 |                                                             |
| 1987年（昭和62年） | 23                    | 32,200                | 83,170                | 258                   | 24                  | 33,600              | 89,380              | 266                 |                                                             |
| 1988年（昭和63年） | 24                    | 33,600                | 88,340                | 263                   | 24                  | 33,600              | 90,700              | 270                 | 内回りの最混雑区間を代々木駅 → 原宿駅間に変更               |
| 1989年（平成元年） | 24                    | 33,600                | 89,100                | 265                   | 24                  | 33,600              | 92,000              | 274                 |                                                             |
| 1990年（平成02年） | 24                    | 33,600                | 89,650                | 267                   | 24                  | 33,600              | 92,080              | 274                 |                                                             |
| 1991年（平成03年） | 24                    | 33,600                | 91,400                | 272                   | 24                  | 33,600              | 91,000              | 271                 |                                                             |
| 1992年（平成04年） | 24                    | 36,960                | 91,700                | 248                   | 24                  | 36,960              | 95,080              | 257                 | 全列車が11両編成となる                                      |
| 1993年（平成05年） | 24                    | 36,960                | 90,940                | 246                   | 24                  | 36,960              | 94,120              | 255                 |                                                             |
| 1994年（平成06年） | 24                    | 36,960                | 90,980                | 246                   | 24                  | 36,960              | 92,240              | 250                 |                                                             |
| 1995年（平成07年） | 24                    | 36,960                | 91,000                | 246                   | 24                  | 36,960              | 91,390              | 247                 | 1996年3月16日、埼京線新宿駅 - 恵比寿駅間延伸開業            |
| 1996年（平成08年） | 24                    | 36,960                | 73,900                | 200                   | 24                  | 36,960              | 90,060              | 244                 |                                                             |
| 1997年（平成09年） | 24                    | 36,960                | 74,270                | 201                   | 24                  | 36,960              | 88,400              | 239                 |                                                             |
| 1998年（平成10年） | 24                    | 36,960                | 73,820                | 200                   | 24                  | 36,960              | 87,530              | 237                 |                                                             |
| 1999年（平成11年） | 24                    | 36,960                | 74,400                | 201                   | 24                  | 36,960              | 87,220              | 236                 |                                                             |
| 2000年（平成12年） | 24                    | 36,960                | 74,570                | 202                   | 24                  | 36,960              | 86,240              | 233                 |                                                             |
| 2001年（平成13年） | 24                    | 36,960                |                       |                       | 24                  | 36,960              |                     | 230                 | 2001年12月1日、湘南新宿ライン開業                           |
| 2002年（平成14年） | 24                    | 37,500                | 72,500                | 193                   | 24                  | 37,230              | 85,060              | 228                 | 2002年12月1日、埼京線恵比寿駅 - 大崎駅間延伸開業            |
| 2003年（平成15年） | 24                    | 38,040                | 70,200                | 185                   | 24                  | 38,220              | 85,300              | 223                 |                                                             |
| 2004年（平成16年） | 24                    |                       |                       | 180                   | 24                  |                     |                     | 216                 | 内回りの最混雑区間を新大久保駅 → 新宿駅間に変更             |
| 2005年（平成17年） | 24                    |                       |                       | 178                   | 24                  |                     | 84,560              | 216                 | 全車両が幅広車体となる                                      |
| 2006年（平成18年） | 24                    | 39,072                | 69,360                | 178                   | 24                  | 39,072              | 84,210              | 216                 |                                                             |
| 2007年（平成19年） | 24                    | 39,072                | 69,710                | 178                   | 25                  | 40,700              | 83,370              | 205                 | 2008年3月30日、日暮里・舎人ライナー開業                     |
| 2008年（平成20年） | 24                    | 39,072                | 64,560                | 165                   | 25                  | 40,700              | 83,200              | 204                 | 2008年6月14日、東京メトロ副都心線開業                       |
| 2009年（平成21年） | 24                    | 39,072                | 63,890                | 164                   | 25                  | 40,700              | 82,400              | 202                 |                                                             |
| 2010年（平成22年） | 24                    | 39,072                | 64,080                | 164                   | 25                  | 40,700              | 81,980              | 201                 |                                                             |
| 2011年（平成23年） | 24                    | 39,072                | 63,730                | 163                   | 25                  | 40,700              | 81,370              | 200                 |                                                             |
| 2012年（平成24年） | 24                    | 39,072                | 63,960                | 164                   | 25                  | 40,700              | 81,390              | 200                 |                                                             |
| 2013年（平成25年） | 23                    | 37,444                | 63,140                | 169                   | 24                  | 39,072              | 78,930              | 202                 |                                                             |
| 2014年（平成26年） | 23                    | 37,444                | 61,940                | 165                   | 24                  | 39,072              | 77,750              | 199                 | 2015年3月14日、上野東京ライン開業                           |
| 2015年（平成27年） | 23                    | 37,444                | 62,600                | 167                   | 24                  | 39,072              | 63,720              | 163                 |                                                             |
| 2016年（平成28年） | 23                    | 37,444                | 61,640                | 165                   | 23                  | 37,444              | 59,370              | 159                 |                                                             |
| 2017年（平成29年） | 23                    | 37,444                | 59,900                | 160                   | 23                  | 37,444              | 57,400              | 153                 |                                                             |
| 2018年（平成30年） | 23                    | 37,444                | 58,990                | 158                   | 23                  | 37,444              | 56,430              | 151                 |                                                             |
| 2019年（令和元年） | 23                    | 37,421                | 58,290                | 156                   | 22                  | 35,794              | 53,380              | 149                 |                                                             |
| 2020年（令和02年） | 23                    | 37,421                | 36,150                | 97                    | 22                  | 35,794              | 33,420              | 93                  |                                                             |
| 2021年（令和03年） | 22                    | 35,794                | 36,740                | 103                   | 21                  | 34,167              | 32,200              | 94                  |                                                             |
| 2022年（令和04年） | 20                    | 32,540                | 40,990                | 126                   | 18                  | 29,286              | 33,630              | 115                 |                                                             |

#### 平均通過人員
各年度の平均通過人員、旅客運輸収入は以下のとおりである。数値は品川駅 - 渋谷駅 - 新宿駅 - 池袋駅 - 田端駅間のみ。田端駅 - 上野駅 - 東京駅 - 品川駅間は東北本線および東海道本線に合算され公表されている。
| 年度                   | 平均通過人員（人/日）   | 旅客運輸収入（百万円） | 出典    |
| 年度                   | 品川 - 田端（新宿経由） | 旅客運輸収入（百万円） | 出典    |
| ---------------------- | ----------------------- | ---------------------- | ------- |
| 1987年度（昭和62年度） | 813,877                 |                        | [ 104 ] |
| 1992年度（平成04年度） | 924,176                 |                        | [ 104 ] |
| 1997年度（平成09年度） | 965,495                 |                        | [ 104 ] |
| 2002年度（平成14年度） | 971,271                 |                        | [ 104 ] |
| 2007年度（平成19年度） | 1,098,346               |                        | [ 104 ] |
| 2008年度（平成20年度） | 1,084,918               |                        | [ 105 ] |
| 2009年度（平成21年度） | 1,067,341               |                        | [ 105 ] |
| 2010年度（平成22年度） | 1,060,497               |                        | [ 105 ] |
| 2011年度（平成23年度） | 1,060,644               |                        | [ 105 ] |
| 2012年度（平成24年度） | 1,081,099               |                        | [ 105 ] |
| 2013年度（平成25年度） | 1,080,888               |                        | [ 106 ] |
| 2014年度（平成26年度） | 1,077,568               |                        | [ 106 ] |
| 2015年度（平成27年度） | 1,097,093               |                        | [ 106 ] |
| 2016年度（平成28年度） | 1,111,243               | 108,347                | [ 106 ] |
| 2017年度（平成29年度） | 1,124,463               | 109,798                | [ 107 ] |
| 2018年度（平成30年度） | 1,134,963               | 111,014                | [ 108 ] |
| 2019年度（令和元年度） | 1,121,254               | 108,173                | [ 109 ] |
| 2020年度（令和02年度） | 720,374                 | 65,838                 | [ 110 ] |
| 2021年度（令和03年度） | 765,771                 | 73,846                 | [ 111 ] |
| 2022年度（令和04年度） | 872,143                 | 86,882                 | [ 112 ] |
| 2023年度（令和05年度） | 942,961                 | 98,988                 | [ 113 ] |

### 各駅の乗車人員
2022年（令和元年）度の各駅の乗車人員（降車人員含まず）は以下の通りである。
| 駅名             | 乗車人員（人） |
| ---------------- | -------------- |
| 東京             | 346,658        |
| 神田             | 81,046         |
| 秋葉原           | 190,506        |
| 御徒町           | 55,871         |
| 上野             | 147,777        |
| 鶯谷             | 21,112         |
| 日暮里           | 92,784         |
| 西日暮里         | 84,256         |
| 田端             | 37,291         |
| 駒込             | 40,906         |
| 巣鴨             | 63,422         |
| 大塚             | 48,509         |
| 池袋             | 458,791        |
| 目白             | 30,840         |
| 高田馬場         | 167,265        |
| 新大久保         | 43,552         |
| 新宿             | 602,558        |
| 代々木           | 51,096         |
| 原宿             | 57,724         |
| 渋谷             | 292,631        |
| 恵比寿           | 112,602        |
| 目黒             | 83,770         |
| 五反田           | 102,487        |
| 大崎             | 177,095        |
| 品川             | 248,650        |
| 高輪ゲートウェイ | 9,247          |
| 田町             | 109,296        |
| 浜松町           | 112,867        |
| 新橋             | 193,244        |
| 有楽町           | 116,738        |

## 駅一覧
ここでは山手線の各駅と営業キロ、接続路線、所在地の一覧を、駅番号順に東京駅から内回り方向に並べ東京駅まで記す。『鉄道要覧』記載の山手線の正式な起点は品川駅、終点は田端駅、運転系統上の起終点は大崎駅である。
- 内回り：東京駅→上野駅→田端駅→池袋駅→新宿駅→品川駅→東京駅方面
- 外回り：東京駅→品川駅→新宿駅→池袋駅→田端駅→上野駅→東京駅方面

- 全電車が各駅に停車。
- 接続路線
  - 東日本旅客鉄道の路線名は運転系統上の名称（正式な路線名とは異なる）。駅名が異なる場合は⇒印で駅名を記す。
  - 田端駅 - 田町駅間：京浜東北線と対面乗り換えで連絡が可能。
- 全駅が東京都内に所在し、特定都区市内制度における「東京都区内」（区）、および「東京山手線内」（山）の指定駅である。

| 正式路線名 | 駅番号             | 駅名                        | 営業キロ | 営業キロ | 接続路線・備考 | 所在地     |
| 正式路線名 | 駅番号             | 駅名                        | 駅間     | 累計 | 接続路線・備考 | 所在地     |
| ---------- | ------------------ | --------------------------- | -------- | --- | --- | ---------- |
| 東北本線   | JY 01              | 東京駅                      | -        | 0.0 | 東日本旅客鉄道： 東北・山形・秋田・上越・北陸新幹線・ 京浜東北線 (JK 26)・ 中央線 (JC 01)・ 上野東京ライン (JU 01)・ 東海道線 (JT 01)・ 横須賀線・総武線（快速）(JO 19)・ 京葉線 (JE 01) 東海旅客鉄道： 東海道新幹線 東京地下鉄： 丸ノ内線 (M-17) 東京地下鉄： 東西線 ⇒大手町駅 (T-09) | 千代田区   |
| 東北本線   | JY 02              | 神田駅 （アース製薬本社前） | 1.3      | 1.3 | 東日本旅客鉄道： 京浜東北線 (JK 27)・ 中央線 (JC 02) 東京地下鉄： 銀座線 (G-13) | 千代田区   |
| 東北本線   | JY 03              | 秋葉原駅                    | 0.7      | 2.0 | 東日本旅客鉄道： 京浜東北線 (JK 28)・ 総武線（各駅停車）(JB 19) 首都圏新都市鉄道： つくばエクスプレス (TX01) 東京地下鉄： 日比谷線 (H-16) 都営地下鉄： 新宿線 ⇒岩本町駅 (S-08) | 千代田区   |
| 東北本線   | JY 04              | 御徒町駅                    | 1.0      | 3.0 | 東日本旅客鉄道： 京浜東北線 (JK 29) 都営地下鉄： 大江戸線 ⇒上野御徒町駅 (E-09) | 台東区     |
| 東北本線   | JY 05              | 上野駅                      | 0.6      | 3.6 | 東日本旅客鉄道： 東北・山形・秋田・上越・北陸新幹線・ 京浜東北線 (JK 30)・ 宇都宮線（東北線）・高崎線 (JU 02)・ 常磐線 (JJ 01) 東京地下鉄： 銀座線 (G-16)・ 日比谷線 (H-18) 京成電鉄： 本線 ⇒京成上野駅 (KS01)                                                                         | 台東区     |
| 東北本線   | JY 06              | 鶯谷駅                      | 1.1      | 4.7 | 東日本旅客鉄道： 京浜東北線 (JK 31) | 台東区     |
| 東北本線   | JY 07              | 日暮里駅                    | 1.1      | 5.8 | 東日本旅客鉄道： 京浜東北線 (JK 32)・ 常磐線 (JJ 02) 京成電鉄： 本線 (KS02) 東京都交通局： 日暮里・舎人ライナー (NT 01) | 荒川区     |
| 東北本線   | JY 08              | 西日暮里駅                  | 0.5      | 6.3 | 東日本旅客鉄道： 京浜東北線 (JK 33) 東京地下鉄： 千代田線 (C-16) 東京都交通局： 日暮里・舎人ライナー (NT 02) | 荒川区     |
| 東北本線   | JY 09              | 田端駅                      | 0.8      | 7.1 | 東日本旅客鉄道： 京浜東北線 (JK 34) | 北区       |
| 山手線     | JY 09              | 田端駅                      | 0.8      | 7.1 | 東日本旅客鉄道： 京浜東北線 (JK 34) | 北区       |
| JY 10      | 駒込駅             | 1.6                         | 8.7      | 東京地下鉄： 南北線 (N-14) | 豊島区 |            |
| JY 11      | 巣鴨駅             | 0.7                         | 9.4      | 都営地下鉄： 三田線 (I-15) | 豊島区 |            |
| JY 12      | 大塚駅             | 1.1                         | 10.5     | 東京都交通局： 都電荒川線（東京さくらトラム） ⇒大塚駅前停留場 (SA 23) | 豊島区 |            |
| JY 13      | 池袋駅             | 1.8                         | 12.3     | 東日本旅客鉄道： 埼京線 (JA 12)・ 湘南新宿ライン (JS 21) 東武鉄道： 東上線 (TJ-01) 西武鉄道： 池袋線 (SI01) 東京地下鉄： 丸ノ内線 (M-25)・ 有楽町線 (Y-09)・ 副都心線 (F-09) | 豊島区 |            |
| JY 14      | 目白駅             | 1.2                         | 13.5     | | 豊島区 |            |
| JY 15      | 高田馬場駅         | 0.9                         | 14.4     | 西武鉄道： 新宿線 (SS02) 東京地下鉄： 東西線 (T-03) | 新宿区 |            |
| JY 16      | 新大久保駅         | 1.4                         | 15.8     | | 新宿区 |            |
| JY 17      | 新宿駅             | 1.3                         | 17.1     | 東日本旅客鉄道： 埼京線 (JA 11)・ 湘南新宿ライン (JS 20)・ 中央線（快速）(JC 05)・ 中央・総武線（各駅停車）(JB 10) 京王電鉄： 京王線・京王新線 (KO01) 小田急電鉄： 小田原線 (OH01) 東京地下鉄： 丸ノ内線 (M-08) 都営地下鉄： 新宿線 (S-01) 都営地下鉄： 大江戸線 ⇒新宿駅 (E-27)・新宿西口駅 (E-01) 西武鉄道： 新宿線 ⇒西武新宿駅 (SS01) | 新宿区 |            |
| JY 18      | 代々木駅           | 0.7                         | 17.8     | 東日本旅客鉄道： 中央・総武線（各駅停車）(JB 11) 都営地下鉄： 大江戸線 (E-26) | 渋谷区 |            |
| JY 19      | 原宿駅             | 1.5                         | 19.3     | 東京地下鉄： 千代田線・ 副都心線 ⇒明治神宮前駅 (C-03・F-15) | 渋谷区 |            |
| JY 20      | 渋谷駅             | 1.2                         | 20.5     | 東日本旅客鉄道： 埼京線 (JA 10)・ 湘南新宿ライン (JS 19) 東急電鉄： 東横線 (TY01)・ 田園都市線 (DT01) 京王電鉄： 井の頭線 (IN01) 東京地下鉄： 銀座線 (G-01)・ 半蔵門線 (Z-01)・ 副都心線 (F-16) | 渋谷区 |            |
| JY 21      | 恵比寿駅           | 1.6                         | 22.1     | 東日本旅客鉄道： 埼京線 (JA 09)・ 湘南新宿ライン (JS 18) 東京地下鉄： 日比谷線 (H-02) | 渋谷区 |            |
| JY 22      | 目黒駅             | 1.5                         | 23.6     | 東急電鉄： 目黒線 (MG01) 東京地下鉄： 南北線 (N-01) 都営地下鉄： 三田線 (I-01) | 品川区 |            |
| JY 23      | 五反田駅           | 1.2                         | 24.8     | 東急電鉄： 池上線 (IK01) 都営地下鉄： 浅草線 (A-05) | 品川区 |            |
| JY 24      | 大崎駅             | 0.9                         | 25.7     | 東日本旅客鉄道： 埼京線 (JA 08)・ 相鉄線直通列車 (JA 08 / JS 17)・ 湘南新宿ライン (JS 17) 東京臨海高速鉄道： りんかい線 (R 08) | 品川区 |            |
| JY 25      | 品川駅             | 2.0                         | 27.7     | 東日本旅客鉄道： 京浜東北線 (JK 20)・ 東海道線 (JT 03)・ 横須賀線 (JO 17) 東海旅客鉄道： 東海道新幹線 京浜急行電鉄： 本線 (KK01) | 港区 |            |
| JY 25      | 品川駅             | 2.0                         | 27.7     | 東日本旅客鉄道： 京浜東北線 (JK 20)・ 東海道線 (JT 03)・ 横須賀線 (JO 17) 東海旅客鉄道： 東海道新幹線 京浜急行電鉄： 本線 (KK01) | 港区 | 東海道本線 |
| JY 26      | 高輪ゲートウェイ駅 | 0.9                         | 28.6     | 東日本旅客鉄道： 京浜東北線 (JK 21) 都営地下鉄： 浅草線 ⇒泉岳寺駅 (A-07) 京浜急行電鉄： 本線 ⇒泉岳寺駅 (A-07) | 港区 |            |
| JY 27      | 田町駅             | 1.3                         | 29.9     | 東日本旅客鉄道： 京浜東北線 (JK 22) 都営地下鉄： 浅草線・ 三田線 ⇒三田駅 (A-08・I-04) | 港区 |            |
| JY 28      | 浜松町駅           | 1.5                         | 31.4     | 東日本旅客鉄道： 京浜東北線 (JK 23) 東京モノレール： 東京モノレール羽田空港線 ⇒モノレール浜松町駅 (MO 01) 都営地下鉄： 浅草線・ 大江戸線 ⇒大門駅 (A-09・E-20) | 港区 |            |
| JY 29      | 新橋駅             | 1.2                         | 32.6     | 東日本旅客鉄道： 京浜東北線 (JK 24)・ 東海道線 (JT 02)・ 横須賀線 (JO 18) ゆりかもめ： 東京臨海新交通臨海線 (U-01) 東京地下鉄： 銀座線 (G-08) 都営地下鉄： 浅草線 (A-10) | 港区 |            |
| JY 30      | 有楽町駅           | 1.1                         | 33.7     | 東日本旅客鉄道： 京浜東北線 (JK 25)・ 京葉線 ⇒東京駅 (JE 01) 東京地下鉄： 有楽町線 (Y-18) 東京地下鉄： 日比谷線・ 千代田線 ⇒日比谷駅 (H-08・C-09) 都営地下鉄： 三田線 ⇒日比谷駅 (I-08) （地下通路で銀座駅・東銀座駅に連絡） | 千代田区 |            |
| JY 01      | 東京駅             | 0.8                         | 34.5     | （本表の最上欄を参照） | 千代田区 |            |

1. ↑  東海道線からの宇都宮線（東北線）・高崎線・常磐線直通列車。
2. 1 2 3 4  上野東京ラインを含む。
3. ↑  鶯谷駅 - 上野駅 - 尾久駅は、尾久駅発着に限り区間外乗車の特例が設けられている。通常の乗車券では鶯谷方面から尾久駅経由赤羽方面に乗り換えることはできない（日暮里駅 - 上野駅が重複乗車となる）。
4. ↑  このほか、田端駅と同一地点扱いの山手貨物線田端信号場駅からは、東北貨物線・田端貨物線（常磐線支線）と接続している。また北王子線（東北本線支線）も接続していた。
5. ↑  田端駅 - 池袋駅 - 赤羽駅（湘南新宿ライン経由）には区間外乗車の特例がないため、通常の乗車券では田端方面から湘南新宿ライン赤羽方面に乗り換えることはできない（田端駅 - 池袋駅が重複乗車となる）。
6. 1 2 3  相鉄線直通列車を含む。
7. ↑  品川 - 大崎 - 西大井には区間外乗車の特例が設けられているため、品川方面から西大井方面に乗り換えることができる（品川 - 大崎の重複乗車が認められる）。
8. ↑  有楽町駅 - 東京駅間を含む定期乗車券や特別企画乗車券などの利用を除き浜松町・新橋方面からのみ乗り換え可。

2022年度の時点で、上記全駅がJR東日本自社による乗車人員集計の対象となっている。
現在、山手線で駅間距離がもっとも長い区間は、大崎駅 - 品川駅間のおよそ2 km、もっとも短い区間は日暮里駅 - 西日暮里駅間のおよそ500 mである。
目黒駅 - 恵比寿駅間で目黒区を、巣鴨駅 - 駒込駅間で文京区を、神田駅 - 東京駅間で中央区をわずかに通るが、駅はない。

### 廃止区間
貨物支線・1916年廃止
大崎駅 (0.00 km) - 大井町駅 (1.45 km)
※廃止当時はマイル表記だった。

### 廃止信号場
品川駅 - 池袋駅 - 田端駅間にあった信号場。( )内は品川駅起点の営業キロ。
- 目黒川信号場 ： 1965年廃止、品川駅 - 大崎駅間 (1.3 km)
- 上大崎信号場 ： 1935年廃止、五反田駅 - 目黒駅間の貨物線上 (3.6 km)
- 戸山ヶ原信号場 ： 1935年廃止、新大久保駅 - 高田馬場駅間 (12.4 km)

### 新駅開業の経緯
2012年1月4日、品川駅 - 田町駅間（現在の東京総合車両センター田町センター周辺）に当路線では40年ぶりとなる新駅を2013年（平成25年）に着工を目指すと報じられた。報道によれば、東北縦貫線（上野東京ライン）完成後に田町車両センターの機能を縮小し、空きスペースの再開発を進めるとともに、線路を現在より外側に移し、品川駅の北側約1 km地点に新駅を作り、山手線と京浜東北線が停車する計画で、開業は早ければ2020年ごろを見込んでいた。
2014年6月3日、JR東日本から田町駅から約1.3 km、品川駅から約0.9 km付近に新駅を設置し、2020年の東京オリンピック・パラリンピックにあわせて暫定開業を予定していると正式に発表された。また、東京都や港区、関係鉄道事業者と再開発計画をまとめることにしている。構想では1階部分にはホームのほかバスターミナルを設け、2階のコンコース部分にはイベント広場などを設ける予定となっている。至近にある泉岳寺駅との連絡設備の設置も検討している。
駅名については2018年6月に公募が行われ、2018年12月4日に「高輪ゲートウェイ駅」に決定したと発表された。そして2020年3月14日、高輪ゲートウェイ駅が開業した。

## 山手線を題材にした作品
- 落語『恋の山手線』- 落語家四代目柳亭痴楽による新作落語。
  - 上野から内回りで山手線の駅名を織り込み、歌い調子で聴かせる人気演目。当初は開業前の西日暮里駅は含まれていなかったが、開業後に追加して完成させた。次項の小林旭の歌（作詞：小島貞二）の元ネタとなった。
- 『恋の山手線（やまてせん）』 - 歌：小林旭、作詞：小島貞二、作曲：浜口庫之助
  - 山手線の駅名を上野から内回りで歌詞に折り込んでいる。痴楽の落語からインスパイアされているが、歌詞そのものは別物。当時未開業だった西日暮里駅や新大久保駅・浜松町駅・高輪ゲートウェイ駅は入っていない。のちにモダンチョキチョキズもカバーしている。
  - 最近では通信カラオケシステムDAMの背景映像で205系時代の山手線の映像が映し出されることがある。
- 『恋の山手線』 - 目白花子の漫画
  - 山手線の各駅を舞台とした森絵利佳との恋愛を描く。題名の由来は小林旭の歌から。
- 『恋の山手線ゲーム』 - ながしま超助の漫画
  - 目白花子の漫画と同様、山手線の各駅を舞台とした成人向け漫画。題名の由来は小林旭の歌から。
- 『MOTER MAN 山手線 "Loop Complete!"』 - SUPER BELL"Z
  - 山手線の車内放送、駅の情景などをラップ調に歌ったアルバム。秋葉原から外回りで一周し、秋葉原に戻って来たあと、大崎駅で終点となるまでの内容。全18曲。
- 『MOTER MAN 山手Go・Go!』 - SUPER BELL"Z
  - 各駅の発車メロディのアレンジを中心に車内放送などをラジオ番組風に歌った曲。アルバム『MOTOR MANでGO!』内に「MOTOR MAN 山手Go・Go! R」（大崎駅 - 東京駅 - 田端駅）と「MOTOR MAN 山手Go・Go! L」（駒込駅 - 新宿駅 - 大崎駅）の2曲が通しで収録されている。
- 『山手線上のアリア』 - 杉ちゃん&鉄平
  - 『G線上のアリア』に各駅の発車メロディをアレンジした曲。アルバム『電クラ』にはオリジナル版と立川真司が駅アナウンスで参加しているバージョンが、『電クラ2』には「English Virsion」として実際に車内アナウンスを担当しているクリステル・チアリが参加しており、『電クラ3 〜線路は続くよどこまでも〜』ではリミックスバージョンで、英語放送変更後となっている。
- 『特急山手線事件』 - TVアニメ 第1期「逮捕しちゃうぞ」
  - 1997年6月21日放送分・FILE.37のサブタイトル。
- 『鉄道唱歌 山手線』 - NHK教育テレビ「クインテット」
  - 宮川彬良演じる謎のピアニスト兼コンサートマスターのアキラのピアノで奏でる鉄道唱歌のメロディーに乗せて、4人のパペット人形が東京駅からそれぞれ内回りまたは外回りの順番で歌う。その後、「コレナンデ商会」にて高輪ゲートウェイ駅が追加された改訂版も作られた。詳細は番組のページを参照のこと。
- 『城の崎にて』 - 志賀直哉の小説
  - この作品の主人公は山手線の電車に撥ねられたことがきっかけで城崎温泉に向かう。また、作者自身も山手線に轢かれ重傷を負う事故に遭っている。
- 『山手線外回り』 - タッキー&翼 feat.GUSSANの楽曲
- 『山手線内回り〜愛の迷路〜』 - タッキー&翼の楽曲
  - 山手線内回りをフィーチャーした楽曲。アナウンス役として中川礼二が参加。
- 『60分のメリーゴーランド』 - 冬馬由美の楽曲
  - アルバム『EQUUS』に収録。タイトルの「60分のメリーゴーランド」、サビの「回る緑のメリーゴーランド、東京の中を」などの歌詞が山手線を指している。
- 『高輪ゲートウェイ駅ができる頃には』 - CHICA#TETSUの楽曲
  - アルバム『BEYOOOOOND₁St』に収録。歌詞に山手線や、田町駅、高輪ゲートウェイ駅が登場する。
- 『決心』- チェリッシュの楽曲
- ヨドバシカメラの歌
  - リパブリック賛歌の替え歌で歌詞に「山手線」が入っており、テレビCMや店舗で頻繁に流れている。
- ビックカメラの歌
  - ビックカメラがスポンサーとなり池袋駅の発車メロディに採用されている。

このほかにも、山手線の駅にまつわるエピソードをモチーフにした小説も存在している。内容は、29駅あるはずの山手線に、30駅目があるという噂を巡るミステリー小説である。

### CD
- JR東日本駅発車メロディー・特急車内メロディーオリジナル音源集〜山手線全駅＋α〜
  - 山手線外回り・内回り全駅の発車メロディーが収録されている。
- 山手線車内自動放送・駅自動放送オリジナル音源集